# 페르미 역설
페르미 역설은 진보된 외계 생명체에 대한 결정적인 증거가 부족하다는 점과 존재 가능성이 높다는 점 사이의 불일치이다.
페르미 역설(Fermi paradox)이란 노벨 물리학상을 수상한 이탈리아의 천재 물리학자였던, 엔리코 페르미가 외계의 지적 생명체의 존재 여부를 두고 '모두 어디에 있는가?'라고 물었던 일화에서 유래했다.

## 개요
페르미는 당시에 여겨졌던 것처럼 우주의 나이가 오래 되었고 무수히 많은 항성이 있으며 그 항성들이 지구와 유사한 행성을 거느리고 있다면, 인류가 아닌 지적생명체 역시 우주에 널리 분포하고 있어야하며, 그 중에서 몇몇은 지구에 도달했어야한다고 생각하였다. 1950년에 그는 동료인 에밀 코노핀스키, 에드워드 텔러, 허버트 요크와의 점심식사에서 그에 대한 논의가 나오자, "그러면 그들은 어디에 있는가?"라는 질문을 했다고 한다.

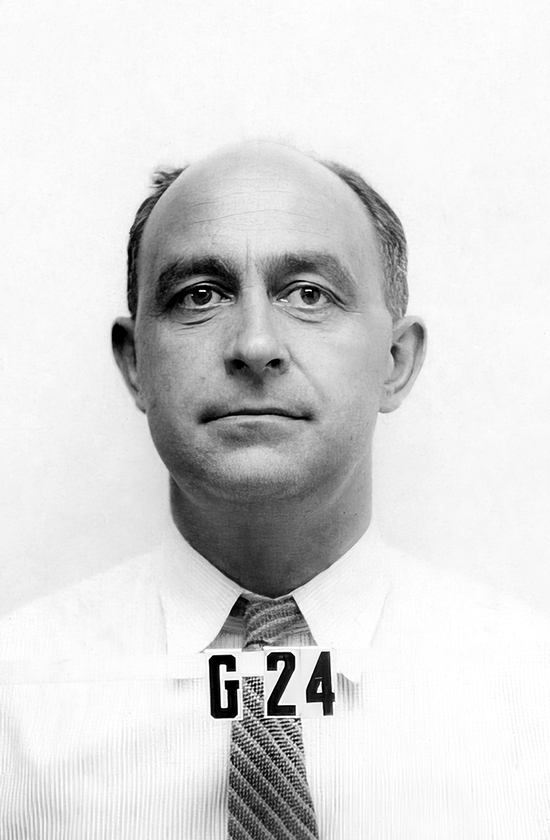
엔리코 페르미

이러한 종류의 문제제기는 페르미가 처음이 아니었다. 페르미 이전에 콘스탄틴 치올코프스키가 1933년에 발표한 미공개 원고에서 암묵적으로 언급한 바 있다. 그는 "사람들은 우주에 지능을 가진 존재를 부정한다"고 언급했는데 그 이유로 그러한 존재가 있다면 지구에 방문하였거나 흔적을 남겼을 것이라 생각했기 때문이다. 페르미는 이 문제를 '외계인의 존재 가능성'에 대한 문제로 단순화한 것이 특징이다. 1975년에는 마이클 하트(Michael H. Hart)가 이 문제에 대한 연구를 시작하였으며, 이것은 '페르미-하트의 역설'이라고 불리게 되었다.

## 설명
페르미 역설은 규모와 확률이 우주에서 지능형 생명체가 존재할 확률이 높다는 주장과 지구가 아닌 다른 곳에서 지능형 생명체가 발생했다는 증거가 전혀 없다는 주장 사이의 충돌이다.
페르미 역설의 첫 번째 측면은 관측 가능한 우주에는 약 2,000억~4,000억 개의 별과 70개의 6조 개가 존재한다는 규모와 관련된 많은 숫자의 함수이다. 이 별들 주변의 행성 중 극히 일부에서만 지적 생명체가 존재하더라도 현재 여전히 많은 수의 문명이 존재할 수 있으며, 그 비율이 충분히 높다면 은하수에는 상당한 수의 문명이 존재할 것이다. 이러한 주장은 지구가 전형적인 행성이라는 평범성 원칙을 가정한 것이다.
페르미 역설의 두 번째 측면은 확률에 대한 주장이다. 지능형 생명체의 희소성 극복 능력과 새로운 서식지를 식민지화하려는 경향을 고려할 때, 적어도 일부 문명은 기술적으로 발전하고 우주에서 새로운 자원을 찾고 성계와 그에 따른 주변 성계를 식민지로 삼을 가능성이 있다. 하지만 이는 지구나 알려진 우주의 다른 곳에서는 138억 년의 우주 역사 이후 다른 지능형 생명체에 대한 중요한 증거가 없기 때문에 해결책이 필요한 충돌이 발생한다. 가능한 해결책의 몇 가지 예는 지능형 생명체가 생각보다 드물다는 것, 지능형 생물의 일반적인 발달이나 행동에 대한 가정에 결함이 있다는 것, 또는 우주 자체의 본질에 대한 현재의 과학적 이해가 부족하다는 것이다.
페르미 역설은 두 가지 방법으로 질문할 수 있다. 첫 번째는 "왜 지구나 태양계에서 외계인이나 그들이 남긴 흔적이 발견되지 않는가?"이다. 발전이 느린 문명이라도 지구 기술의 손이 닿을 수 있는 범위 내에서 성간 여행이 가능하다면 은하계를 식민지화하는 데는 5백만 년에서 5천만 년밖에 걸리지 않을 것이다. 이는 우주론적 규모는 말할 것도 없고 지질학적 규모로는 비교적 짧다. 태양보다 나이가 많은 별이 있고 지적 생명체가 다른 곳에서 더 일찍 진화했을 수 있기 때문에 그들의 유물이 남겨져 있을 수 있는데 아직까지 어느 것도 발견되지 않았다.
두 번째 질문은 "왜 우주에는 다른 곳에는 지능의 징후가 없는가?"이다. 지구에서 거리가 먼 은하의 경우 여행 시간이 외계인의 지구 방문 부족을 잘 설명할 수 있지만, 충분히 진보된 문명은 관측 가능한 우주 크기의 상당 부분에서 관측될 수 있다. 이러한 문명이 드물더라도 규모 주장에 따르면 우주 역사의 어느 시점에 존재해야 하며, 상당한 기간 동안 멀리서 감지할 수 있기 때문에 그 기원에 대한 더 많은 잠재적 장소가 인간의 관찰 범위 내에 있다.
드레이크 방정식
드레이크 방정식의 이론과 원리는 페르미 역설과 밀접한 관련이 있다. 드레이크 방정식은  우리은하 내에서 인류와 교신할 수 있는 지적인 외계 생명체의 수를 추산하는 확률적 방정식이다. 드레이크 방정식은 낙관론자와 비관론자 모두에게 사용되었고 그 결과는 매우 달랐다. 프랭크 드레이크와 칼 세이건을 포함한 10명이 참석한 외계 지능(SETI) 탐사에 관한 첫 번째 과학 회의에서는 은하계의 문명 수가 약 1,000개에서 100,000,000,000개 사이라고 추측했다. 반면 프랭크 티플러와 존 배로우는 비관적인 수치를 사용하여 은하계의 평균 문명 수가 1개보다 훨씬 적다고 추측했다. 드레이크 방정식과 관련된 거의 모든 주장은 지구와 유사한 행성의 생물 발생 가능성과 같이 메커니즘이 아직 이해되지 않은 사건의 가능성에 대한 특정 수치를 추측함으로써 확률이 낮은 사건에 대한 확률적 추론의 일반적인 오류인 과신 효과로 인해 어려움을 겪고 있으며, 현재 확률 추정치는 매우 다양하다.
그레이트 필터
로빈 핸슨이 주장한 개념인 그레이트 필터는 생명체가 무생물에서 첨단 문명으로 진화할 가능성이 희박한 자연 현상을 나타낸다. 가장 일반적으로 합의된 낮은 확률의 사건은 무작위로 발생하는 화학적 과정에 의해 최초의 자가 복제 분자의 복잡성이 점진적으로 증가하는 생물 발생이다. 수렴 진화를 포함한 지구 생명체의 역사를 검토하는 우주생물학자 더크 슐제-마쿠흐와 윌리엄 베인스는 산소 광합성, 진핵 세포, 다세포성, 도구 사용 지능과 같은 전이가 충분한 시간이 주어지면 지구와 유사한 행성에서 같은 현상이 일어날 가능성이 높다는 결론을 내렸다. 그들은 그레이트 필터가 생물 발생, 기술적 인간 수준의 지능의 부상 또는 자멸 또는 자원 부족으로 인해 다른 세계에 정착하지 못할 수 있다고 주장했다.
탐욕적 외계인
2021년에 로빈 핸슨은 탐욕적 외계인이라는 개념을 도입했다. '시끄러운' 외계인은 빠른 속도로 우주에서 자신의 세력을 팽창하는 반면, '조용한' 외계인은 감지하기 어렵거나 불가능하여 결국 사라진다. '탐욕적' 외계인은 빛의 속도에 가까운 속도로 팽창하는 영향권에서 다른 문명의 출현을 저지한다. 시끄러운 문명이 겉으로 보기에 드물다면 조용한 문명도 드물다고 주장한다. 이 논문에 따르면 현재 인류의 기술 발전 단계는 시끄러운 외계인이 천문학자들이 관찰할 수 있는 것처럼 우주의 지능적 생명체의 잠재적 타임라인에서 비교적 초기 단계에 있다고 여겨진다.
2013년 앤더스 샌드버그와 스튜어트 암스트롱은 지적 생명체가 은하계 전체에 확산될 수 있는 잠재력과 페르미 역설에 미치는 영향을 조사했다. 이들의 연구에 따르면 충분한 에너지가 있다면 지적 문명이 잠재적으로 수백만 년 이내에 은하계 전체를 식민지화하고 우주론적으로 짧은 시간 내에 인근 은하계로 확산될 수 있다.

## 여러 가지 고려사항
외계인은 존재하고 있지만 존재한다는 증거를 인류의 지식으로는 이해할 수 없다거나, 지성을 가진 외계인은 존재하지 않거나 극히 드물게 존재하기 때문에 인류가 접촉할 수 없었다는 관점으로 논의되는 경우가 많다. 이에 대한 증거로는 여러 가지가 있다.

### 경험적 증거
페르미 역설에는 경험적 증거에 의존하는 두 가지 부분이 있는데, 이는 잠재적으로 거주할 수 있는 행성이 많다는 것과 인간이 생명체의 증거를 찾을 수 없다는 것이다. 첫 번째 요점은 적합한 행성이 많이 존재한다는 것이었는데, 과거에는 가정이었지만 지금은 외계 행성이 흔하다는 사실이 뒷받침되고 있다. 현재 모델은 은하수에 수십억 개의 거주할 수 있는 세계를 예측하고 있다. 인간은 외계 생명체의 증거를 보지 못한다는 역설의 두 번째 부분은 과학 연구의 활발한 분야이기도 하다. 여기에는 생명체의 징후를 찾기 위한 노력과 특히 지적 생명체를 찾기 위한 노력이 모두 포함된다.

#### 전파 방출
전파 기술과 전파 망원경 구성 능력은 이론적으로 성간 거리에서 감지할 수 있는 효과를 창출하는 기술의 자연스러운 발전으로 추정된다. 우주에서 비자연 전파를 조심스럽게 검색하면 외계 문명이 감지될 수 있다. 예를 들어 태양계의 민감한 외계 관측자는 지구의 텔레비전 및 통신 방송으로 인해 G2 별에 비정상적으로 강렬한 전파를 발견할 수 있다. 명백한 자연적 원인이 없는 경우 외계 관측자는 지상 문명의 존재를 추론할 수 있다. 이러한 신호는 문명의 우발적 부산물이거나 아레시보 메시지와 같이 의도적으로 소통하려는 시도일 수 있다. 의도적인 비콘이 아닌 방출이 외계 문명에 의해 감지될 수 있는지 여부는 불분명하다. 2019년을 기준으로 지구에서 가장 민감한 전파 망원경은 광년 거리에서도 비방향성 전파 신호를 감지할 수 없지만, 다른 문명은 가상으로 훨씬 더 나은 장비를 갖추고 있을 수 있다.

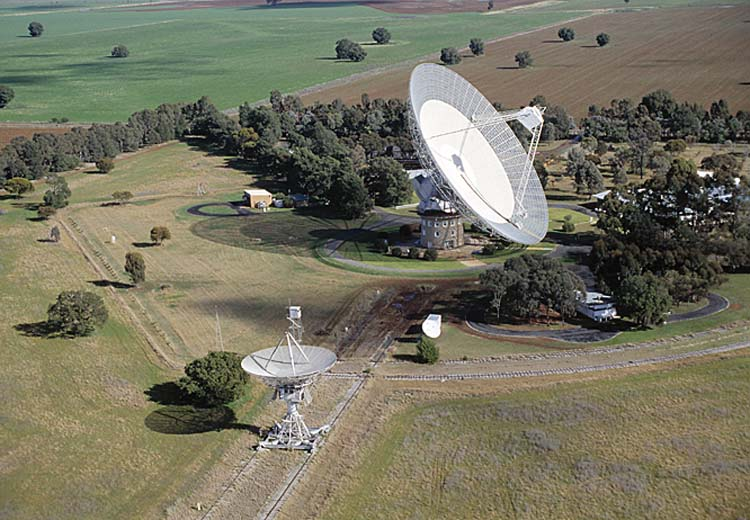
SETI 프로젝트에 쓰인 전자 망원경

많은 천문학자와 천문대가 이러한 증거를 탐지하기 위해 시도하고 있으며, 대부분 SETI 연구소 및 Breakthrough Listen과 같은 SETI 기관을 통해 이러한 증거를 탐지하려고 시도하고 있다. 수십 년에 걸친 SETI 분석 결과, 비정상적으로 밝거나 의미 있게 반복적인 전파 방출은 발견되지 않았다.
행성 직접 관측
외계 행성 탐지 및 분류는 천문학 분야에서 매우 활발한 하위 학문으로, 2007년에 별의 거주 가능 영역 내에서 발견된 최초의 후보 지상 행성이 발견되었다. 외계 행성 탐지 방법의 새로운 개선 사항과 케플러 및 TESS 임무와 같은 우주에서 온 기존 방법의 사용이 지구 크기의 행성을 탐지하고 특성화하여 별의 거주 가능 영역 내에 있는지 여부를 결정하기 시작했다. 이러한 관측 개선을 통해 잠재적으로 거주 가능한 세계가 얼마나 흔한지 추정할 수 있을 것이다.
성간 탐사선에 대한 추측
하트-티플러 추측은 성간 탐사선이 발견되지 않았기 때문에 우주에는 인간 외에 다른 지적 생명체가 없을 가능성이 높으며, 이러한 생명체는 결국 그러한 탐사선을 생성하고 발사할 것으로 예상되기 때문에 제기되었다. 자체 복제 탐사선은 최소 백만 년 안에 은하수 크기의 은하계를 철저히 탐사할 수 있다. 은하수의 한 문명이라도 이를 시도한다면 이러한 탐사선은 은하계 전체로 확산될 가능성이 높다. 외계 탐사선과의 접촉에 대한 또 다른 추측으로는 인간을 찾으려고 하는 외계인 브레이즈웰 탐사선이 있다. 이러한 가상의 장치는 일반적으로 순전히 탐사적인 것으로 설명되는 폰 노이만 탐사선과는 달리 외계 문명을 찾아내고 소통하는 것을 목적으로 하는 자율 우주 탐사선이 될 것이다. 이는 멀리 떨어진 이웃 간에 느린 광속 대화를 수행하는 것의 대안으로 제안되었다. 이러한 탐사선의 발견은 여전히 광속으로 가정 문명에 전달되어야 하지만 정보 수집 대화는 실시간으로 수행될 수 있다.
태양계를 직접 탐사한 결과 외계인이나 탐사선이 방문했다는 증거는 나오지 않았다. 태양계에 대한 자세한 탐사는 태양계가 방대하고 조사하기 어렵지만 외계인 탐사의 증거를 제시할 수 있다. 지구 근처에서 가상의 브레이즈웰 탐사선을 신호로 보내거나 유인하거나 활성화하려는 시도는 성공하지 못했다.
항성 규모의 유물 검색

추측성 다이슨 구의 변형. 이러한 대규모 유물은 별의 스펙트럼을 크게 변화시킬 수 있다.

1959년 프리먼 다이슨은 모든 인류 문명이 끊임없이 에너지 소비를 증가시킨다는 사실을 관찰하면서 한 문명이 별이 생산하는 에너지의 상당 부분을 활용하려고 할 수 있다고 추측했다. 그는 가능한 한 많은 복사 에너지를 흡수하고 활용하기 위해 별을 둘러싸고 있는 껍질이나 물체 구름이라는 가상의 "다이슨 구"를 제안했다. 이러한 천체 공학의 업적은 관련된 별의 관찰 스펙트럼을 크게 변화시켜 적어도 부분적으로는 자연 항성 대기의 정상 방출선에서 아마도 적외선의 피크가 있는 흑체 복사선으로 변화시킬 것이다. 다이슨은 별의 스펙트럼을 조사하고 이러한 변화된 스펙트럼을 검색함으로써 첨단 외계 문명을 감지할 수 있다고 추측했다.
중심별의 스펙트럼을 변화시킬 다이슨 구체의 존재에 대한 증거를 찾으려는 시도가 있었다. 수천 개의 은하를 직접 관찰한 결과 인위적인 구조나 수정에 대한 명백한 증거는 발견되지 않았다. 2015년 10월, 케플러 우주 망원경으로 관측한 별 KIC 8462852의 빛이 어두워지는 것이 다이슨 구체 구조의 결과일 수 있다는 추측이 있었다. 그러나 2018년에 관측에 따르면 조광의 양은 다이슨 구체와 같은 불투명한 물체가 아닌 먼지를 가리키는 빛의 주파수에 따라 달라지는 것으로 밝혀졌다.
외계 생명체는 희귀하거나 존재하지 않는다
지적 외계 생명체가 불가능하다고 생각하는 사람들은 생명체의 진화 또는 적어도 생물학적 복잡성의 진화에 필요한 조건이 드물거나 심지어 지구에만 국한된 것이라고 주장한다. 희토류 가설이라고 불리는 이 가정 하에서 평범성 원칙을 거부하는 복잡한 다세포 생명체는 매우 이례적인 것으로 간주된다.
희토류 가설은 생물학적 복잡성의 진화를 위해서는 은하 거주 가능 영역, 지속적인 거주 가능 영역의 충분성, 목성과 같은 거대한 수호자의 이점, 지구가 자기권과 판 구조를 갖도록 하는 데 필요한 조건, 암석권, 대기, 해양의 화학, 대규모 빙하 및 희귀 볼라이드 충돌과 같은 진화 펌프의 역할 등 필요한 조건을 갖춘 별과 행성 등 우연한 상황이 많이 필요하다고 주장한다. 아마도 가장 중요한 것은 원핵 세포가 진핵 세포로 전환되고 성적 생식과 캄브리아기 폭발로 이어진 첨단 생명체가 무엇이든 필요하다는 것이다.
외계 지능은 희귀하거나 존재하지 않는다
복잡한 생명체가 흔하더라도 지능이 있는 존재는 흔치 않을 수 있다. 기술의 징후에 의존하지 않고 생명체가 존재하는 행성을 감지할 수 있는 원격 감지 기술은 있지만, 감지된 생명체가 지능적인지 여부를 식별할 수 있는 능력은 없다.
찰스 라인위버는 동물의 극단적인 특성을 고려할 때 중간 단계가 반드시 불가피한 결과를 초래하는 것은 아니라고 말한다. 예를 들어, 큰 뇌는 바다표범이나 코끼리와 같은 동물의 긴 코보다 더 불가피한 것 또는 수렴하는 것이 아니다. 그는 "돌고래는 전파 망원경을 만드는 데 약 2천만 년이 걸렸지만 그렇게 하지 않았다"고 지적한다. 또한 레베카 보일은 지구 생명체의 역사에서 진화한 모든 종 중 인간과 초기 단계에 불과하다는 점을 지적한다.
자연 사건에 의한 주기적 멸종

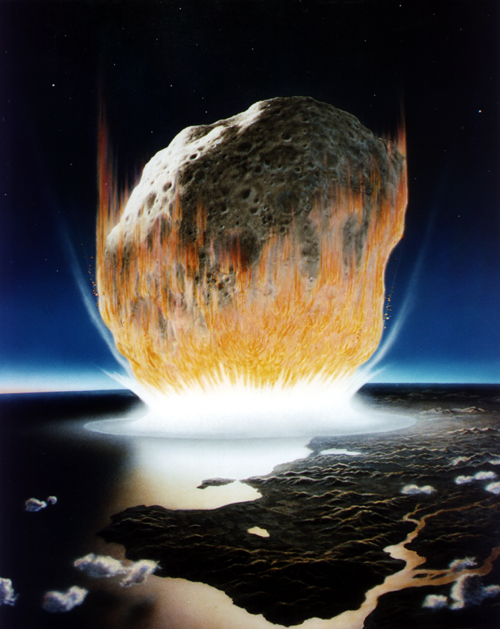
충돌사건은 멸종을 불러올 수 있다.

신생 행성의 과열이나 냉각으로 인해 새로운 생명체는 일반적으로 멸종할 수 있다. 지구에서는 당시 살아있는 대부분의 복잡한 종을 파괴한 수많은 주요 멸종 사건이 있었는데, 비조류 공룡의 멸종이 가장 잘 알려진 예시이다. 이러한 사건은 큰 운석의 충돌, 대규모 화산 폭발 또는 감마선 폭발과 같은 천문학적 사건으로 인해 발생한 것으로 추정된다. 이러한 멸종 사건은 우주 전체에 걸쳐 흔히 발생하며 다른 지능 종과 소통할 수 있는 기술을 개발하기 전에 지능 생물 또는 적어도 문명을 주기적으로 파괴하는 경우일 수 있다. 그러나 자연 현상에 의한 멸종 가능성은 문명의 일생 동안 매우 낮을 수 있다. 지구와 달의 충돌 분화구 분석에 따르면, 칙술루브 충돌과 같이 지구적 결과를 초래할 만큼 큰 충돌 사이의 평균 간격은 약 1억 년으로 추정된다.
지능형 외계 종은 첨단 기술을 개발하지 못했다

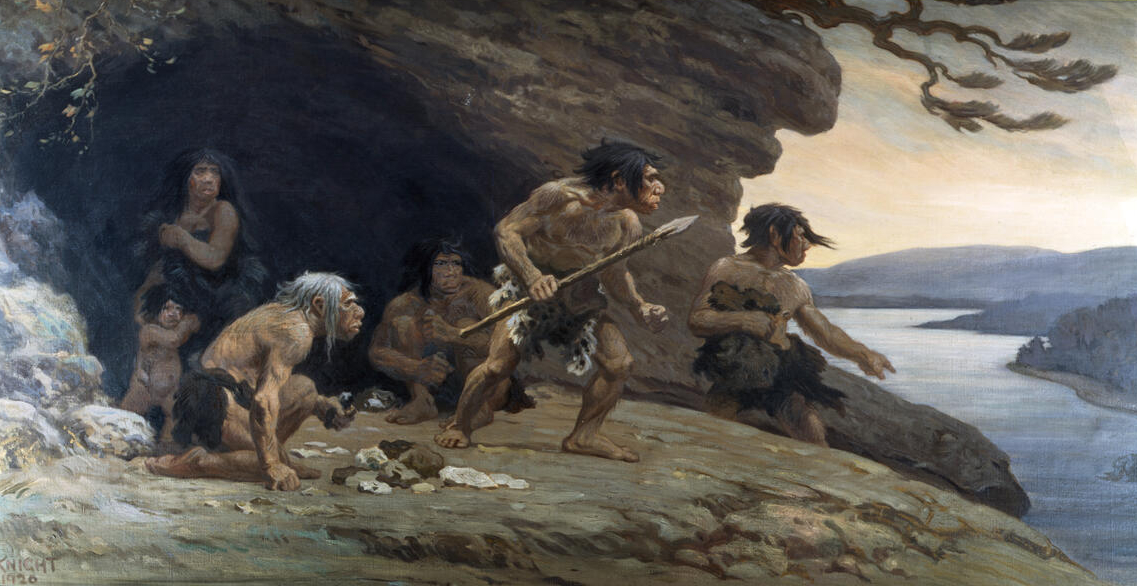
르 무스티에 네안데르탈인 (찰스 R. 나이트, 1920)

지능을 가진 외계 종들은 존재하지만 원시적이거나 의사소통에 필요한 수준에 도달하지 못했을 수도 있다. 비지능적인 생명체와 함께 이러한 문명은 발견하기 매우 어려울 것이다.
회의론자들에게는 지구 생명체 역사상 우주 비행과 무선 기술이 가능할 정도로 문명이 발달한 종은 단 한 종뿐이라는 사실이 우주에서 기술적으로 진보된 문명은 드물다는 생각에 더 많은 믿음을 준다.
아메데오 발비와 아담 프랭크는 기술권의 출현을 위한 "산소 병목 현상"의 개념을 제안했다. "산소 병목 현상"은 화재와 연소에 필요한 대기 중 산소의 임계 수준을 의미한다. 지구의 현재 대기 중 산소 농도는 약 21%이지만 과거에는 훨씬 낮았던 것을 지적하며 복잡한 생명체와 생태계의 존재에 필요한 산소의 임계값은 훨씬 낮지만, 특히 금속 제련 및 에너지 생산과 같이 연소에 의존하는 기술의 발전에는 약 18% 이상의 더 높은 산소 농도가 필요하다고 주장한다. 따라서 행성 대기에 높은 수준의 산소가 존재하는 것은 잠재적인 생체 신호일 뿐만 아니라 감지할 수 있는 기술 문명의 출현에 중요한 요소이다.
파괴하는 것은 지능적인 삶의 본질이다

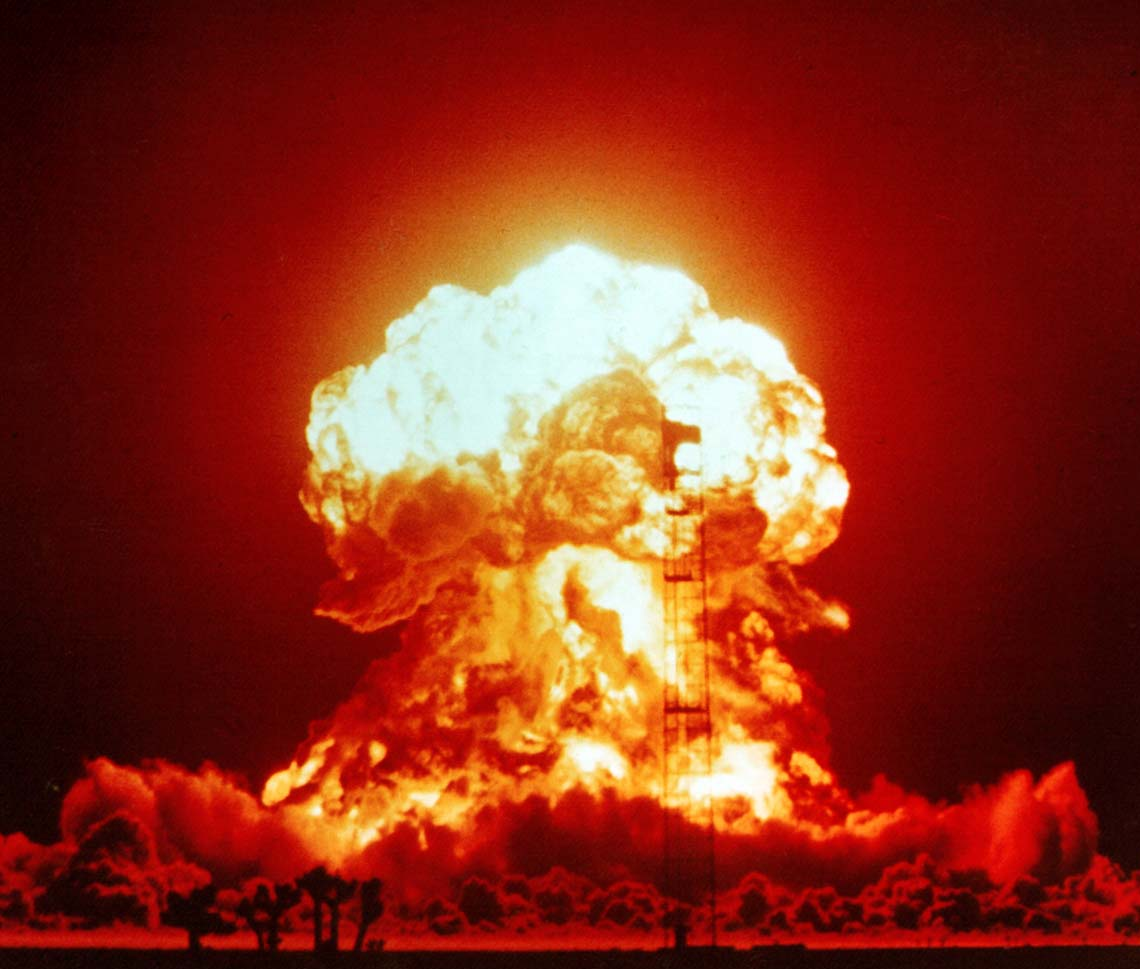
업샷 작전-노홀 핵실험 시리즈의 일환으로 발사된 23킬로톤 타워 샷인 배저(BADGER)

이것은 기술 문명이 전파 또는 우주 비행 기술을 개발하기 전이나 직후에 일반적으로 또는 불변으로 스스로를 파괴할 수 있다는 주장이다. 천체 물리학자 세바스찬 폰 호어너는 지구상의 과학 기술 발전은 지배에 대한 투쟁과 쉬운 삶에 대한 열망이라는 두 가지 요인에 의해 주도된다고 말했다. 전자는 잠재적으로 완전한 파괴를 초래할 수 있는 반면, 후자는 생물학적 또는 정신적 퇴화를 초래할 수 있다. 글로벌 상호 연결성으로 인해 실제로 인류가 회복력보다 취약해지는 주요 글로벌 이슈를 통한 소멸 수단으로는 전쟁, 우발적 환경 오염 또는 피해, 생명공학 기술의 발전, 거울 생명과 같은 합성 생명체, 자원 고갈, 기후 변화, 제대로 설계되지 않은 인공 지능 등이 있다.

1966년 칼 세이건과 슈클로브스키는 기술 문명이 성간 커뮤니케이션 능력을 개발한 지 한 세기 안에 스스로를 파괴하거나 자기 파괴적인 경향을 마스터하고 수십억 년 동안 살아남을 것이라고 추측했다. 생명체가 무질서의 경향에 맞서 스스로를 유지할 수 있는 질서 있는 시스템인 한, 스티븐 호킹의 '외부 전달' 또는 진화를 통한 정보 전달보다 지식 생산과 지식 관리가 더 중요한 성간 커뮤니케이션 단계는 시스템이 불안정해지고 자멸하는 시점이 될 수 있다. 여기서 호킹은 인간의 지능을 향상시키고 공격성을 줄이기 위한 인간 게놈의 자기 설계 또는 기계를 통한 향상을 강조하며, 이 없이는 인류 문명이 점점 더 불안정한 시스템에서 살아남기에는 너무 어리석을 수 있음을 암시한다. 예를 들어, 인공 일반 지능이나 반물질의 무기화와 같은 '외부 전달' 단계의 기술 개발은 인간의 발명품 관리 능력의 동반 증가로 충족되지 않을 수 있다. 결과적으로 시스템의 무질서가 증가한다: 글로벌 거버넌스가 점점 더 불안정해져 위에 나열된 가능한 소멸 수단을 관리하는 인류의 능력이 악화되어 글로벌 사회가 붕괴될 수 있다.
비교적 부족한 근거를 가진 이론적인 예로는 이스터 섬이 가장 잘 알려진 폴리네시아 섬의 자원 고갈 문제일 수 있다. 데이비드 브린은 기원전 1500년에서 서기 800년으로 확장하는 과정에서 인구 과잉의 주기가 있었고, 전쟁이나 의식을 통해 성인 남성을 주기적으로 도태했다고 지적한다. 그는 "때로는 내분으로 인해, 때로는 다른 섬에서 침입한 남성으로 인해 남성이 거의 전멸된 섬에 대한 이야기가 많이 있다."라고 말한다.
2018년 아담 프랭크 등이 수행한 연구에 따르면 이스터 섬(Rapa Nui)과 같은 멸종된 문명을 모델로 삼아 '에너지 집약적인' 문명에 의해 유발된 기후 변화가 이러한 문명 내에서 지속 가능성을 막을 수 있으며, 따라서 지적 외계 생명체에 대한 역설적인 증거 부족을 설명할 수 있다고 가정했다. 이 연구는 동적 시스템 이론을 기반으로 기술 문명이 자원을 소비하는 방식과 이러한 소비가 행성과 그 운반 능력에 미치는 피드백 효과를 조사했다. 아담 프랭크에 따르면, 기후 변화를 주도하는 것은 일반적인 것일 수 있다는 점을 인식하는 것이 핵심이다. 물리학 법칙은 우리와 같은 에너지 집약적인 문명을 건설하는 모든 젊은 인구가 지구에 피드백을 받을 것을 요구한다. 이러한 우주적 맥락에서 기후 변화를 보면 현재 우리에게 일어나고 있는 일과 이에 대처하는 방법에 대한 더 나은 통찰력을 얻을 수 있다." 이들의 모델은 네 가지 다른 결과를 초래했다.

프랭크 외, 2018년 모델에서 인위적인 기후 변화의 궤적 가능성

사망: 인구가 빠르게 증가하여 지구의 운반 능력을 초과하여 정점에 도달한 후 급격한 감소로 이어지는 시나리오이다. 결국 인구는 훨씬 낮은 평형 수준에서 안정화되어 지구가 부분적으로 회복할 수 있게 된다.
지속 가능성: 문명이 심각한 환경 파괴가 발생하기 전에 영향력이 큰 자원에서 지속 가능한 자원으로 성공적으로 전환하는 시나리오이다. 이를 통해 문명과 지구가 안정적인 균형에 도달하여 재앙적인 영향을 피할 수 있다.
자원 변화 없이 붕괴: 이 궤적에서 인구와 환경 파괴는 빠르게 증가한다. 문명은 제때 지속 가능한 자원으로 전환되지 않아 티핑 포인트를 넘어 인구가 감소하는 완전한 붕괴로 이어진다.
자원 변화로 붕괴: 이전 시나리오와 유사하지만 이 경우 문명은 지속 가능한 자원으로 전환하려고 시도한다. 그러나 변화가 너무 늦게 일어나고 환경 피해가 돌이킬 수 없어 문명의 붕괴로 이어진다.
다른 사람을 파괴하는 것은 지능적인 삶의 본질이다
또 다른 가설은 특정 기술 능력 이상의 지능을 가진 종이 자기 복제 탐사선을 사용하여 보이는 것처럼 다른 지능을 파괴할 것이라는 것이다. 공상과학 작가 프레드 세이버하겐은 버서커 시리즈에서 이 아이디어를 탐구했으며, 물리학자 그레고리 벤포드와 공상과학 작가 그렉 베어도 '신의 위조' 소설에서, 이후 류시신도 '세 몸의 문제' 시리즈에서 이 아이디어를 탐구했다.
한 종은 팽창주의적 동기, 탐욕, 편집증 또는 공격성으로 인해 이러한 박멸을 감행할 수 있다. 1981년 우주론자 에드워드 해리슨은 이러한 행동은 신중한 행동이며, 자신의 자멸적 성향을 극복한 지능적인 종은 은하 팽창에 집착하는 다른 종을 위협으로 간주할 수 있다고 주장했다. 또한 성공적인 외계 종은 인간과 마찬가지로 슈퍼 포식자가 될 것이라는 주장도 제기되었다. 또 다른 가능성은 "공유지의 비극"과 인류 원리를 불러일으킨다. 성간 여행을 달성하는 최초의 생명체는 반드시 발생하는 것을 방지할 것이며, 인간이 먼저 존재하게 될 뿐이다.
문명은 감지 가능한 신호를 짧은 기간 동안 방출한다
외계 문명은 짧은 시간 동안만 전파 방출을 통해 탐지되어 발견될 가능성이 줄어들 수 있다. 일반적으로 문명이 기술 발전을 통해 전파보다 더 많이 성장한다는 가정이 있다. 그러나 태양 위성에서 지상 수신기로 전력을 전송하는 데 사용되는 마이크로파와 같은 다른 누출이 있을 수 있다. 첫 번째 요점에 대해 세스 쇼스탁은 2006년 스카이 앤 텔레스코프 기사에서 "또한, 행성으로부터의 전파 누출은 문명이 발전하고 통신 기술이 향상됨에 따라 약화될 가능성이 높다. 지구 자체는 점점 더 방송에서 누출이 없는 케이블과 광섬유 방송으로, 원시적이지만 명백한 반송파 방송에서 더 미묘하고 인식하기 어려운 전파 스펙트럼 전송으로 전환하고 있다."라고 말했다.
좀 더 가설적으로 보면, 첨단 외계 문명은 전자기 스펙트럼에서 방송을 넘어 인류가 개발하거나 사용하지 않는 기술로 소통하고 있을 수 있다. 일부 과학자들은 첨단 문명이 중성미자 신호를 보낼 수 있다고 가정했다. 이러한 신호가 존재한다면 현재 다른 목표를 위해 건설 중인 중성미자 감지기로 감지할 수 있다.
외계인의 삶은 인식하기 어렵다

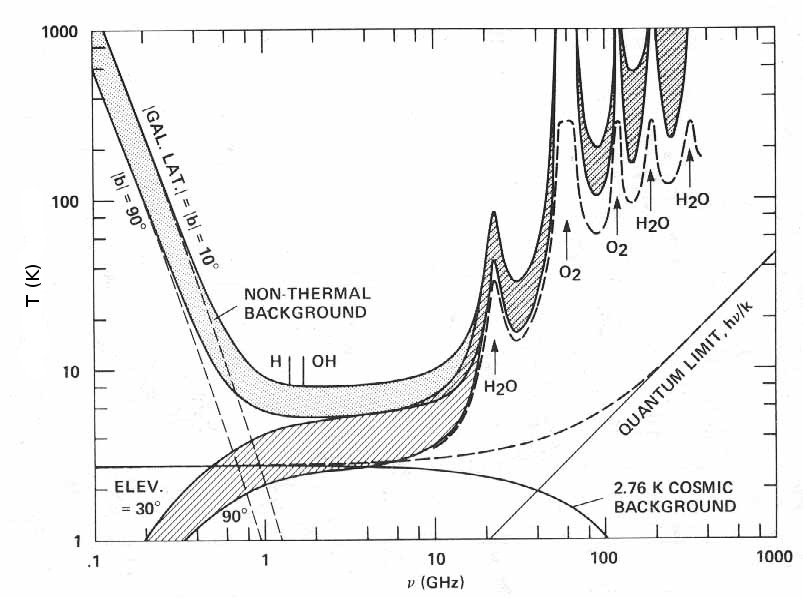
지상 시스템에서 본 마이크로파 창. NASA 보고서 SP-419: SETI - 외계 지능 탐색

또 다른 가능성은 인간 이론가들이 외계 생명체가 지구상의 생명체와 얼마나 다를 수 있는지 과소평가했을 수 있다는 것이다. 외계인은 인간과 소통을 시도하지 않을 수도 있다. 다른 사람들은 물리학과 관련된 수학이 비슷해야 하기 때문에 추상적인 수학에만 적용될 수 있다고 주장하지만, 다른 사람들은 물리학과 관련된 수학이 방법이 아니더라도 결과적으로는 비슷해야 한다고 주장한다. SETI 과학자 세스 쇼스탁은 2009년 저서에서 "[화성에서 시추 장비를 사용하려는 계획과 같은] 우리의 실험은 여전히 퍼시벌 로웰에게 어필할 수 있는 외계 행성의 유형을 찾고 있다"고 썼다. 생리학은 의사소통 장벽을 일으킬 수도 있다. 칼 세이건은 외계 종의 사고 과정이 인간보다 훨씬 느리거나 빠를 수 있다고 추측했다. 그 종에 의해 방송되는 메시지는 인간에게 무작위 배경 소음처럼 보일 수 있으므로 감지되지 않을 수 있다.
폴 데이비스는 500년 전만 해도 컴퓨터가 단순히 내부 데이터를 조작하여 작업을 수행한다는 개념 자체가 전혀 기술로 간주되지 않았을 수 있다고 말한다. 그는 "아직 더 높은 수준이 있을지도 모른다."라고 말한다. 그렇다면 이 '제3의 수준'은 정보 수준, 즉 물질 수준에서 이루어진 관찰을 통해 결코 나타나지 않을 것이다. 세 번째 수준을 설명할 어휘가 없지만 그렇다고 해서 존재하지 않는다는 의미는 아니며 외계 기술이 세 번째 수준 또는 어쩌면 네 번째, 다섯 번째 수준에서 작동할 수 있다는 가능성에 열려 있어야 한다.“
식민지화는 우주적 규범이 아니다
자기 복제 조사에 대한 팁러의 아이디어에 대해 스티븐 제이 굴드는 "그런 주장에 어떻게 반응해야 할지 모른다는 사실을 고백해야 한다. 저와 가장 가까운 사람들의 계획과 반응을 예측하는 데는 충분한 어려움이 있다. 저는 보통 다른 문화권에 있는 인간의 생각과 성취에 당황한다. 외계에서 온 지능의 원천이 무엇을 할 수 있는지 확실하게 말할 수 있다면 저주받을 것이다."라고 밝혔다.
외계 종은 은하계의 일부만 정착했을 수 있다
프랭크 등의 연구에 따르면, 선진 문명은 안정적인 팽창 상태를 채택할 가능성이 있기 때문에 은하계의 모든 것을 식민지화하지 않을 수 있다고 한다. 이 가설은 문명이 붕괴하지도 않고 은하계 전체에 공격적으로 확산되지도 않는 안정적인 팽창 패턴에 도달할 수 있음을 시사한다. 2019년 2월 Popular Science의 한 기사에 따르면 "일원적인 초문명을 위해서는 은하수를 휩쓸고 통일된 은하 제국을 구축하는 것이 불가피할 수 있지만, 적어도 우리의 경험으로 볼 때 대부분의 문화는 단일 문명도 아니고 초자연적이지도 않다." 천체물리학자 아담 프랭크는 천문학자 제이슨 라이트와 같은 공동 저자와 함께 정착 수명, 적절한 행성의 비율, 발사 사이의 재충전 시간 등 다양한 요인을 고려한 다양한 시뮬레이션을 수행했다. 그들은 많은 시뮬레이션을 통해 은하수가 부분적으로 무한히 정착된 '제3의 범주'가 형성된 것으로 보인다는 사실을 발견했다. 2019년 논문 요약에는 "이러한 결과는 하트의 유명한 '팩트 A'와 인간이 은하계의 유일한 기술 문명이어야 한다는 결론 사이의 연결고리를 깨뜨린다"고 명시되어 있다.
외계 생물은 가상 세계에서 고립될 수 있다
아비 로브는 페르미 역설에 대한 한 가지 가능한 설명은 가상 현실 기술이라고 제안한다. 외계 문명을 가진 사람들은 행성을 식민지화하는 데 집중하는 대신 물리 법칙의 제약이 다른 가상 세계나 메타버스에서 시간을 보내는 것을 선호할 수 있다. 닉 보스트롬은 일부 진보된 존재들이 자신을 완전히 물리적 형태에서 벗어나 거대한 인공 가상 환경을 만들고, 마인드 업로드를 통해 이러한 환경으로 이동하며, 외부 물리적 우주를 무시하고 가상 세계 내에서 완전히 존재할 수 있다고 제안한다.
지능적인 외계 생명체는 외부 세계에 대한 많은 관심을 가지고 있을 수 있다. 아마도 충분히 진보된 사회라면 고도의 우주 여행 능력보다 훨씬 먼저 매력적인 미디어와 엔터테인먼트가 발전할 것이며, 이러한 사회적 장치의 매력은 본질적으로 복잡성이 감소하기 때문에 우주 탐험이나 통신과 같은 복잡하고 비용이 많이 드는 노력에 대한 욕구를 추월할 수밖에 없다. 충분히 진보된 문명이 환경을 마스터하고 기술을 통해 물리적 요구의 대부분을 충족하면 가상 현실을 포함한 다양한 사회 및 엔터테인먼트 기술이 그 문명의 주요 동인과 동기가 될 것으로 가정된다.
은하계 전체에 물리적으로 확산되는 데 필요한 자원이 부족하다
외계 문화가 다른 항성계에 식민지를 형성할 수 있다는 것은 성간 여행이 기술적으로 가능하다는 생각에 근거한 것이다. 현재 물리학에 대한 이해는 빛보다 빠른 여행의 가능성을 배제하고 있지만, 필요한 엔지니어링이 현재 인간의 능력을 훨씬 뛰어넘고 있음에도 불구하고 느린 성간 선박 건조에는 큰 이론적 장벽이 없는 것으로 보인다. 이 아이디어는 외계 지능의 잠재적 증거로서 폰 노이만 탐사선과 브레이즈웰 탐사선의 개념의 기초가 된다.
그러나 현재의 과학적 지식으로는 이러한 성간 식민지화의 실현 가능성과 비용을 제대로 측정할 수 없을 수 있다. 이론적 장벽은 아직 이해되지 않을 수 있으며, 필요한 자원이 너무 커서 어떤 문명도 이를 시도할 여유가 없을 수 있다. 성간 여행과 식민지화가 가능하더라도 어려울 수 있으며, 이는 퍼콜레이션 이론에 기반한 식민지화 모델로 이어질 수 있다.
식민지화 노력은 멈출 수 없는 돌진이라기보다는 막대한 비용과 식민지가 필연적으로 자체적인 문화와 문명을 발전시킬 것이라는 기대를 고려할 때 궁극적으로 노력이 둔화되고 종료되는 고르지 않은 경향으로 발생할 수 있다. 따라서 식민지화는 "클러스터"에서 발생할 수 있으며, 넓은 지역은 한 번에 식민지화되지 않은 채로 남아있을 수 있다.
정보를 전송하는 것이 물질을 전송하는 것보다 저렴하다
인간이 사용할 수 있는 기계 지능이 가능하고 이러한 구조를 먼 거리에 걸쳐 전송하여 원격 기계로 재구성할 수 있다면 우주 비행으로 은하계를 여행하는 것이 경제적으로 매우 합리적이지 않을 수 있다. 루이스 셰퍼는 우주를 가로지르는 정보의 무선 전송 비용을 우주 비행보다 108~1017배 저렴하다고 계산한다. 따라서 기계 문명의 경우, 우주를 가로질러 이미 확립된 장소로 계산 신호를 보내는 더 효율적인 옵션에 비해 성간 여행 비용이 엄청나개 비써다. 첫 번째 문명이 물리적으로 은하계를 탐사하거나 식민지화한 후, 첫 번째 문명과 접촉한 후에는 첫 번째 문명이 구축한 기계에 지능적인 정신 전달을 통해 은하계를 더 저렴하고 빠르고 쉽게 탐사할 수 있다. 그러나 별 시스템에는 그러한 원격 기계가 하나만 필요하고 통신은 고도로 지향되고 고주파로 전송되며 경제적이기 때문에 지구에서 이러한 신호를 감지하기는 어려울 것이다.
반면, 경제학에서 반직관적인 제본스 역설은 생산성이 높을수록 수요가 증가한다는 것을 의미한다. 즉, 경제 효율성이 높아지면 경제 성장이 증가한다. 예를 들어 재생 에너지 증가는 화석 연료 사용 감소로 직결되는 것이 아니라 화석 연료가 대체 용도로 사용됨에 따라 추가적인 경제 성장으로 이어질 위험이 있다. 따라서 기술 혁신은 인류 문명이 기존 소비를 안정적인 수준에서 더 효율적으로 달성하는 것이 아니라 더 높은 수준의 소비를 할 수 있도록 만든다.
인간은 신호가 있었음에도 놓쳤다
SETI 프로그램의 기초가 되는 몇 가지 가정이 있으며, 이로 인해 검색자가 존재하는 신호를 놓치게 될 수 있다. 예를 들어 외계인은 데이터 속도가 매우 높거나 낮은 신호를 전송하거나 비전통적인 주파수를 사용하여 배경 소음과 구별하기 어려울 수 있다. 인간이 우선순위가 낮은 비주계열성계에서 신호를 보낼 수 있으며, 현재 프로그램에서는 대부분의 외계 생명체가 태양과 같은 별 주위를 돌고 있을 것으로 가정하고 있다.
가장 큰 과제는 신호를 찾는 데 필요한 무선 검색의 크기, SETI에 전념하는 자원의 제한, 최신 기기의 민감도이다. 예를 들어, SETI는 아레시보 천문대만큼 민감한 전파 망원경을 사용하면 지구의 텔레비전 및 라디오 방송이 가장 가까운 별과의 거리의 1/10 미만인 최대 0.3광년 거리에서만 감지될 것으로 추정한다. 신호가 지구를 향한 의도적이고 강력한 전송으로 구성되어 있다면 훨씬 더 쉽게 감지할 수 있다. 이러한 신호는 수백에서 수만 광년의 거리 범위에서 감지될 수 있다. 그러나 이는 감지기가 적절한 범위의 주파수를 듣고 있어야 하며, 빔이 전송되는 공간의 해당 영역에 있어야 한다는 것을 의미한다. 많은 SETI 검색은 외계 문명이 아레시보 메시지와 같은 의도적인 신호를 방송할 것이라고 가정한다.
따라서 외계 문명의 전파 방출을 통해 외계 문명을 탐지하려면 지구 관찰자는 더 민감한 기기가 필요하거나 외계 라디오 기술의 광대역 전파 방출이 인류보다 훨씬 더 강하거나, SETI의 프로그램 중 하나가 우주의 올바른 지역에서 정확한 주파수를 청취하거나, 외계인이 의도적으로 지구의 일반 방향으로 초점을 맞춘 전파를 보내고 있는 등 운이 좋은 상황을 기대해야 한다.
인류는 아직 관찰하는 시간이 짧았다
인류의 지적 외계 생명체 탐지 능력은 전파 망원경의 발명을 경계선으로 삼는다면 1937년 이후부터 매우 짧은 기간 동안만 존재해 왔으며, 호모 사피엔스는 지질학적으로 최근의 종이다. 현재까지 현대 인류가 존재하는 전체 기간은 우주론적 규모로 볼 때 매우 짧은 기간이며, 전파 전송은 1895년 이후에야 전파되었다. 따라서 인류는 외계의 지능에 의해 발견될 만큼 오래 존재하지도 않았고 충분히 감지할 수도 없었을 가능성이 남아 있다.
지능적인 삶을 사는 외계인이 우리와 먼 거리에 존재할 수 있다

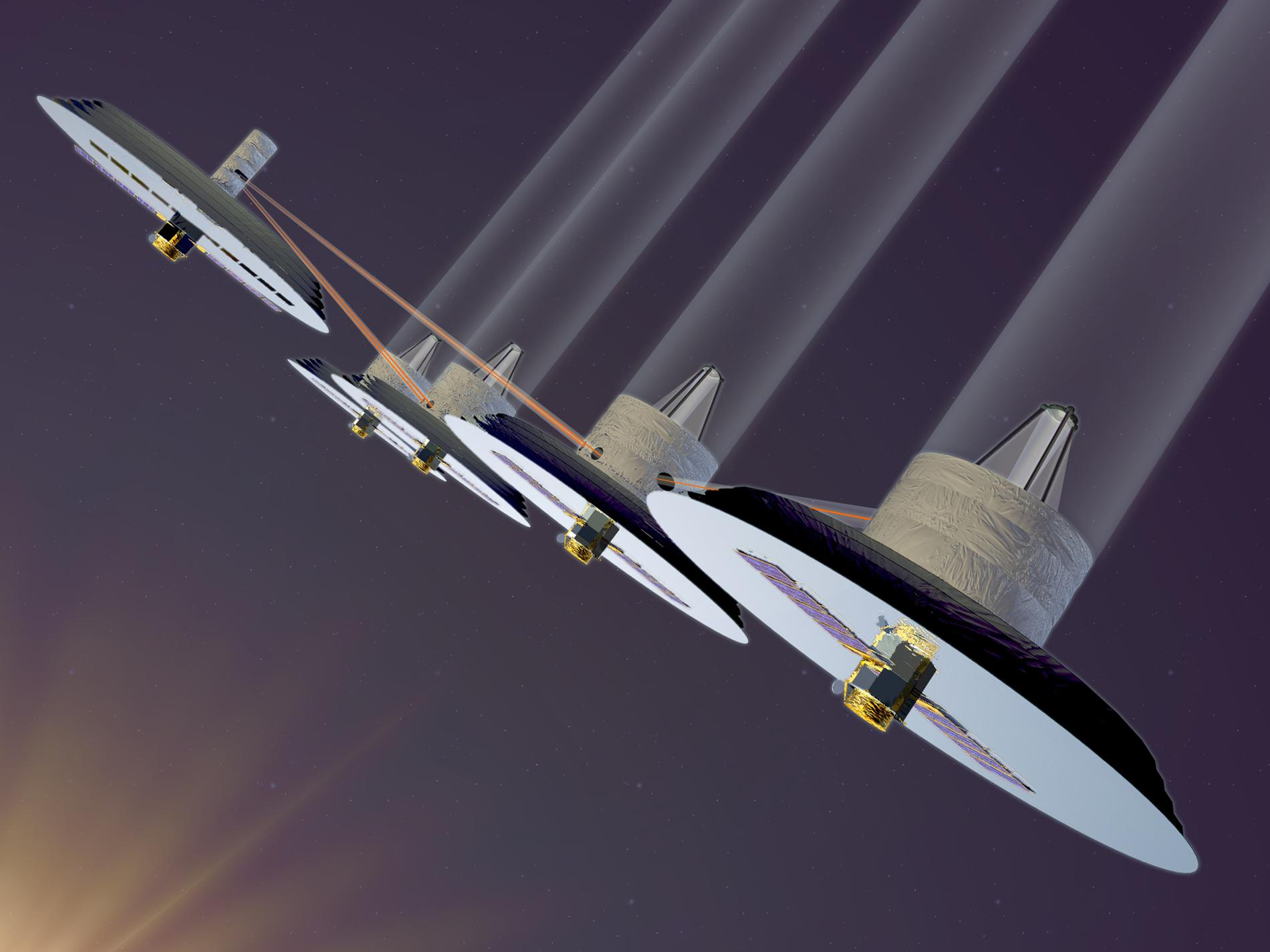
NASA의 지상 행성 찾기 개념

비식민화 기술 능력이 있는 외계 문명이 존재할 수 있지만, 의미 있는 양방향 소통을 하기에는 너무 멀리 떨어져 있기 때문일 수 있다. 세바스찬 폰 호어너는 문명의 평균 지속 시간을 6,500년으로, 은하수 문명 간의 평균 거리를 1,000광년으로 추정했다. 두 문명이 수천 광년씩 분리되면 의미 있는 대화가 성립되기 전에 한 문명 또는 두 문명이 모두 멸종될 수 있다. 인간의 수색은 문명의 존재를 감지할 수 있지만 거리 때문에 소통은 여전히 불가능하다. 브레이스웰 탐사를 통해 접촉과 소통이 이루어지면 이 문제가 다소 개선될 수 있다는 의견이 제기되었다. 이 경우 거래소의 파트너 중 한 명 이상이 의미 있는 정보를 얻을 수 있다. 또는 문명은 단순히 지식을 방송하고 수신자에게 맡겨서 정보를 만들 수도 있다. 이는 고대 문명에서 현재까지 정보를 전송하는 것과 유사하며, 인류가 지구의 지능종에 대한 정보를 전달하지 못하거나 인류가 이를 수신할 시간에 맞춰 응답을 얻지 못하더라도 아레시보 메시지와 같은 유사한 활동을 수행했다. 파괴 시나리오와 그에 따른 인간 관찰 시기에 따라 멸종하기 전 문명의 관찰 서명이 감지될 수 있다.
세이건과 뉴먼의 관련 추측에 따르면 다른 문명이 존재하고 있으며, 이를 전달하고 탐사하고 있다면 그들의 신호와 탐사선은 아직 도착하지 않은 것일 뿐이다. 그러나 비평가들은 은하수가 비어 있는 상태에서 완전한 상태로 전환하는 동안 인류의 발전이 매우 특별한 시점에 이루어졌다는 점을 요구하기 때문에 그럴 가능성은 낮다고 지적했다. 이는 일반적인 가정 하에서 은하계 수명의 극히 일부에 불과하기 때문에 역설적으로 인류가 이러한 전환의 한가운데 있을 가능성은 낮은 것으로 간주된다.
지능적인 생명체가 숨어 있을 수 있다
행성 과학자 앨런 스턴은 목성의 유로파나 토성의 엔셀라두스와 같이 지하 바다가 있는 세계가 여러 개 존재할 수 있다는 아이디어를 제시했다. 이 표면은 혜성 충돌이나 인근 초신성과 같은 것으로부터 상당한 보호를 제공할 뿐만 아니라 훨씬 더 광범위한 궤도가 허용되는 상황을 만든 것이다. 생명체와 잠재적으로 지능과 문명이 진화할 수 있다. 스턴은 "기술을 보유하고 있고 방송 중이거나 도시 조명 등을 보유하고 있다면 매우 낮은 주파수의 라디오를 제외하고는 스펙트럼의 어느 부분에서도 볼 수 없다"고 말한다.
첨단 문명은 생명체에 대한 탐색을 기술적 특징으로 제한할 수 있다
우주에 생명체가 풍부하지만 우주 여행 비용이 많이 든다면, 선진 문명은 일반적인 생명체의 흔적이 아니라 다른 선진 문명의 흔적, 특히 전파 신호에 초점을 맞추는 것을 선택할 수 있다. 인류는 최근에야 전파 통신을 사용하기 시작했기 때문에 그 신호가 다른 사람이 거주하는 행성에 아직 도착하지 않았을 수 있으며, 도착했다면 해당 행성의 탐사선이 아직 지구에 도착하지 않았을 수도 있다.
신호가 도달하였지만 반응하지 않았다
외계 문명은 기술적으로는 지구와 접촉할 수 있지만 전송이 아닌 경청만 할 수 있을 가능성도 존재한다. 모든 문명 또는 대부분의 문명이 같은 방식으로 행동한다면 은하계는 접촉을 갈망하는 문명으로 가득 차 있을 수 있지만, 모두가 경청하고 있고 아무도 전송하지 않는다. 이것이 소위 SETI 패러독스이다.
알려진 유일한 문명인 인류는 몇 가지 작은 노력을 제외하고는 명시적으로 전파하지 않는다. 이러한 노력과 이를 확장하려는 시도조차도 논란의 여지가 있다. 인류가 감지된 신호에 반응할지조차 명확하지 않으며, SETI 커뮤니티 내의 공식 정책은 "적절한 국제적 협의가 이루어질 때까지 신호 또는 기타 외계 지능 증거에 대한 응답을 보내지 말아야 한다"는 것이다. 그러나 답변의 영향을 고려할 때 누가 누구를 말하고 무엇을 말할지에 대한 합의를 얻는 것은 매우 어려울 수 있다.
커뮤니케이션은 위험하다
외계 문명은 인류나 인류 모두를 위해 소통하는 것이 너무 위험하다고 느낄 수 있다. 지구상에서 매우 다른 문명이 만났을 때 그 결과는 종종 한쪽 또는 다른 쪽에 재앙적이었으며, 성간 접촉에도 마찬가지일 수 있다고 주장한다. 안전한 거리에서의 접촉조차도 컴퓨터 코드나 아이디어 자체에 의한 감염으로 이어질 수 있다. 아마도 신중한 문명은 다른 문명에 대한 두려움 때문에 지구뿐만 아니라 모든 사람으로부터 적극적으로 숨는다.
페르미 역설 그 자체, 또는 그에 상응하는 외계인 때문에 다른 장애물이 존재하지 않더라도 다른 문명과의 접촉을 피할 수 있을지도 모른다. 한 문명의 관점에서 볼 때, 그들이 가장 먼저 접촉하는 문명은 아닐 것이다. 따라서 이 추론에 따르면 이전 문명은 첫 접촉으로 치명적인 문제에 직면했을 가능성이 높으며, 그런 결론에 도달하였다면 앞으로는 그렇게 하는 것은 피해야 한다. 따라서 아마도 모든 문명은 다른 문명이 그렇게 할 소극적인 이유가 있을 가능성 때문에 침묵을 지키고 있을 수 있다.
1987년 공상과학 소설가 그렉 베어는 소설 '신의 위조'에서 이 개념을 탐구했다. '신의 위조'에서 인류는 적대적인 숲에서 울고 있는 아기에 비유된다. "한 번은 숲에서 길을 잃은 아기가 있었는데, 왜 아무도 대답하지 않는지 궁금해하며 늑대를 끌어내렸다." 등장인물 중 한 명은 "우리는 한 세기 넘게 나무에 앉아 어리석은 새처럼 울고 있었고, 왜 다른 새들은 대답하지 않는지 궁금해했다. 은하계 하늘은 매로 가득 차 있기 때문이다. 조용히 지낼 만큼 충분한 지식이 없는 행성들은 잡아먹힌다."
저자는 2008년 류시신의 소설 '다크 포레스트'에서 여러 외계 문명이 존재하지만 침묵과 편집증을 동시에 가지고 있어 자신을 알릴 수 있을 만큼 큰 소리로 초기 생명체를 파괴하는 페르미 역설에 대한 문학적 설명을 제안한다. 다른 지적 생명체는 미래의 위협이 될 수 있기 때문이다. 그 결과, 류시신의 가상의 우주에는 "무장한 사냥꾼들이 유령처럼 나무 사이를 스토킹하는" "어두운 숲"에서처럼 스스로를 드러내지 않는 조용한 문명이 많이 포함되어 있다. 이 아이디어는 다크 포레스트 가설로 알려지게 되었다.
지구는 의도적으로 피하고 있다
동물원 가설에 따르면 지적 외계 생명체는 지구상의 생명체와 자연적인 진화와 발달을 위해 존재하며 접촉하지 않는다고 한다. 동물원 가설의 변형은 지구나 태양계가 사실상 실험실 역할을 하는 등 인류가 실험의 대상이 되었거나 진행 중인 실험실 가설이다. 동물원 가설은 동기 결함의 획일성 아래에서 무너질 수 있다. 단일 문화나 문명이 인류가 발견할 수 있는 범위 내에서 의무에 반하는 행동을 하기로 결정하면 폐지될 수 있으며, 이러한 헤게모니 위반 가능성은 문명의 수에 따라 증가하여 지구상의 생명체와 관련된 통일된 외교 정책을 가진 '은하 클럽'이 아니라 여러 개의 '은하계 파벌'을 지향한다.
일반적인 우주생물학적 가정에 근거하여 은하계 문명 간의 도착 시간을 분석한 결과, 초기 문명이 후기 문명보다 압도적인 우위를 점할 것임을 시사한다. 따라서 무력을 통한 동물원 가설 또는 은하계 또는 보편적 규범, 그리고 그 결과 창시자의 지속적인 활동 유무에 관계없이 문화적 창시자 효과에 의한 패러독스를 확립했을 수 있다. 일부 식민지 시나리오는 별계 전반에 걸친 구형 확장을 예측하며, 이전에 정착한 시스템에서 지속적인 확장이 이루어질 것으로 예상된다. 이는 우주선이나 우주 서식지에서 생활하기 위한 문화적 또는 생물학적 적응을 선호하는 식민지 전선 사이에서 강력한 선택 과정을 초래할 것이라고 제안되었다. 그 결과 행성에 거주하는 것을 포기할 수 있다. 이로 인해 이러한 시스템에서 건축 자재로 사용되는 지상 행성이 파괴되어 해당 세계에서 생명체의 발달을 막을 수 있다. 또는 "간호사 세계"를 보호하려는 윤리를 가지고 있을 수도 있다.
태양계를 오갈 수 있을 만큼 진보된 문명이 발견되지 않았거나 인식되지 않은 채로 지구를 적극적으로 방문하거나 관찰하고 있을 가능성이 있다. 이러한 논리에 따라 이안 크로포드와 더크 슐츠-마쿠흐는 페르미 역설에 대한 다른 해결책이 설득력이 없을 수 있다는 주장을 근거로 기술 문명이 은하계에서 매우 드물거나 의도적으로 우리로부터 숨어 있다고 주장했다.
지구는 의도적으로 고립되고 있다
동물원 가설과 관련된 아이디어는 일정 거리 이상에서는 지각된 우주가 시뮬레이션된 현실이라는 것이다. 천체투영관 가설은 우주가 다른 생명체가 없는 것처럼 보이도록 존재가 이 시뮬레이션을 만들었을 수 있다고 추측한다.
외계 생명체는 이미 사라졌다
인구의 상당수가 적어도 일부 UFO가 외계인이 조종하는 우주선이라고 믿는다. 이들 대부분은 일상적인 현상에 대한 인식이 없거나 잘못된 해석이지만, 조사 후에도 여전히 수수께끼로 남아 있는 사건도 있다. 과학적 견해는 설명할 수 없지만 설득력 있는 증거 수준까지는 오르지 않는다는 데 동의한다.
마찬가지로 이론적으로 SETI 그룹이 긍정적인 탐지를 보고하지 않거나 정부가 신호를 차단하거나 게시를 억제했을 가능성이 있다. 이러한 반응은 첨단 외계 기술의 잠재적 사용으로 인한 보안 또는 경제적 이익에 기인할 수 있다. 외계 무선 신호 또는 기술의 탐지가 현존하는 가장 비밀스러운 정보가 될 수 있다는 주장이 제기되었다. 이미 이런 일이 일어났다는 주장은 대중 언론에서 흔히 볼 수 있지만, 관련 과학자들은 신호가 확인되기도 전에 언론이 정보를 얻고 잠재적 탐지에 관심을 갖게 된다는 정반대의 경험을 보고한다. 외계인이 정부와 비밀리에 접촉하고 있다는 생각에 대해 데이비드 브린은 "크랙팟과의 오랜 연관성 때문에 아이디어로 전환하는 것은 크랙팟에 너무 많은 영향을 미칩니다."라고 말한다.
이 문제를 과학적으로 이론화하기 위해 여러 가지 모델이 만들어졌다. 이 역설에 대한 문제는 천문학, 생물학, 경제학, 철학 등 다양한 분야에 이르러 많은 학문적 성과를 낳았다. 우주생물학이라는 분야가 출현하면서 페르미의 역설과 외계인에 대한 문제에 대한 학술적 접근 또한 가능해졌다.

## 참고 문헌
- 스티븐 웹, 모두 어디 있지?, 한승, ISBN 978-89-86865-99-8

## 참조
1. ↑  Woodward, Avlin (2019년 9월 21일). “A winner of this year's Nobel prize in physics is convinced we'll detect alien life in 100 years. Here are 13 reasons why we haven't made contact yet.”. 《Insider Inc》. 2019년 9월 21일에 확인함.
2. ↑  Krauthammer, Charles (2011년 12월 29일). “Are We Alone in the Universe?”. 《The Washington Post》. 2014년 12월 10일에 원본 문서에서 보존된 문서. 2015년 1월 6일에 확인함.
3. ↑  외계 지적 생명체, 그들과의 만남을 고대하며 보관됨 2011-11-03 - 웨이백 머신 《서울경제》, 2008년 3월 6일 작성
4. ↑  Tsiolkovsky, K. (1933). The Planets are Occupied by Living Beings, Archives of the Tsiolkovsky State Museum of the History of Cosmonautics, Kaluga, Russia. See original text in Russian Wikisource.
5. ↑  Cain, Fraser (2013년 6월 3일). “How Many Stars are There in the Universe?”. 《Universe Today》. 2019년 8월 4일에 원본 문서에서 보존된 문서. 2016년 5월 25일에 확인함.
6. ↑  Craig, Andrew (2003년 7월 22일). “Astronomers count the stars”. 《BBC News》. 2018년 4월 18일에 원본 문서에서 보존된 문서. 2010년 4월 8일에 확인함.
7. ↑  Crawford, I.A., "Where are They? Maybe we are alone in the galaxy after all" 보관됨 12월 1, 2011 - 웨이백 머신, Scientific American, July 2000, 38–43, (2000).
8. ↑  Shklovskii, Iosif; Sagan, Carl (1966). 《Intelligent Life in the Universe》. San Francisco: Holden–Day. ISBN 978-1-892803-02-3.
9. ↑  Burchell, M.J. (2006). “W(h)ither the Drake equation?”. 《International Journal of Astrobiology》 5 (3): 243–250. Bibcode:2006IJAsB...5..243B. doi:10.1017/S1473550406003107. S2CID 121060763.
10. ↑  Glade, N.; Ballet, P.; Bastien, O. (2012). “A stochastic process approach of the drake equation parameters”. 《International Journal of Astrobiology》 11 (2): 103–108. arXiv:1112.1506. Bibcode:2012IJAsB..11..103G. doi:10.1017/S1473550411000413. S2CID 119250730.
11. ↑  Drake, F.; Sobel, D. (1992). 《Is Anyone Out There? The Scientific Search for Extraterrestrial Intelligence》. Delta. 55–62쪽. ISBN 978-0-385-31122-9.
12. ↑  Hanson, Robin (1998). “The Great Filter – Are We Almost Past It?”. 2010년 5월 7일에 원본 문서에서 보존된 문서.
13. ↑  Schulze-Makuch, Dirk; Bains, William (2017). 《The Cosmic Zoo: Complex Life on Many Worlds》 (영어). Springer. 201–206쪽. ISBN 978-3-319-62045-9.
14. ↑  Hanson, Robin; Martin, Daniel; McCarter, Calvin; Paulson, Jonathan (2021년 11월 30일). “If Loud Aliens Explain Human Earliness, Quiet Aliens Are Also Rare”. 《The Astrophysical Journal》 (영어) 922 (2): 182. arXiv:2102.01522. Bibcode:2021ApJ...922..182H. doi:10.3847/1538-4357/ac2369. ISSN 0004-637X.
15. ↑  “Grabby Aliens – a simple model by Robin Hanson”. 《grabbyaliens.com》. 2024년 6월 29일에 확인함.
16. ↑  Behroozi, Peter; Peeples, Molly S. (2015년 12월 1일). “On The History and Future of Cosmic Planet Formation”. 《MNRAS》 454 (2): 1811–1817. arXiv:1508.01202. Bibcode:2015MNRAS.454.1811B. doi:10.1093/mnras/stv1817. S2CID 35542825.
17. ↑  Sohan Jheeta (2013). “Final frontiers: the hunt for life elsewhere in the Universe”. 《Astrophys Space Sci》 348 (1): 1–10. Bibcode:2013Ap&SS.348....1J. doi:10.1007/s10509-013-1536-9. S2CID 122750031.
18. ↑  Mullen, Leslie (2002). “Alien Intelligence Depends on Time Needed to Grow Brains”. 《Astrobiology Magazine》. Space.com. 2003년 2월 12일에 원본 문서에서 보존된 문서. 2006년 4월 21일에 확인함.
19. ↑  Haqq-Misra, Jacob;  외. (February 2013). “The benefits and harm of transmitting into space”. 《Space Policy》 29 (1): 40–48. arXiv:1207.5540. Bibcode:2013SpPol..29...40H. doi:10.1016/j.spacepol.2012.11.006. See table 1.
20. ↑  Scheffer, L. (2004). “Aliens can watch 'I Love Lucy'” (PDF). 《Contact in Context》 2 (1). 2024년 2월 2일에 확인함.
21. ↑  von Konsky, Brian (2000년 10월 23일). “Radio Leakage: Is anybody listening?”.
22. ↑  Participants, NASA (2018). “NASA and the Search for Technosignatures: A Report from the NASA Technosignatures Workshop”. arXiv:1812.08681 [astro-ph.IM].
23. ↑  Udry, Stéphane; Bonfils, Xavier; Delfosse, Xavier; Forveille, Thierry; Mayor, Michel; Perrier, Christian; Bouchy, François; Lovis, Christophe; Pepe, Francesco; Queloz, Didier; Bertaux, Jean-Loup (2007). “The HARPS search for southern extra-solar planets XI. Super-Earths (5 and 8 [[:틀:Earth mass]]) in a 3-planet system” (PDF). 《Astronomy & Astrophysics》 469 (3): L43–L47. arXiv:0704.3841. Bibcode:2007A&A...469L..43U. doi:10.1051/0004-6361:20077612. S2CID 119144195. 2010년 10월 8일에 원본 문서 (PDF)에서 보존된 문서. URL과 위키 링크가 충돌함 (도움말)
24. ↑  From “Kepler: About the Mission”. NASA. 2015년 3월 31일. 2012년 4월 20일에 원본 문서에서 보존된 문서. 2016년 3월 30일에 확인함. "The Kepler Mission, NASA Discovery mission #10, is specifically designed to survey a portion of our region of the Milky Way galaxy to discover dozens of Earth-size planets in or near the habitable zone and determine how many of the billions of stars in our galaxy have such planets."
25. ↑  Gray, Robert H. (March 2015). “The Fermi Paradox Is Neither Fermi's Nor a Paradox”. 《Astrobiology》 15 (3): 195–199. arXiv:1605.09187. Bibcode:2015AsBio..15..195G. doi:10.1089/ast.2014.1247. PMID 25719510.
26. ↑  Dick, Steven J. (2020). 〈Bringing Culture to Cosmos: Cultural Evolution, the Postbiological Universe, and SETI〉. 《Space, Time, and Aliens: Collected Works on Cosmos and Culture》 (영어). Springer International Publishing. 171–190쪽. doi:10.1007/978-3-030-41614-0_12. ISBN 978-3-030-41613-3. S2CID 219414685. 2022년 10월 18일에 확인함.
27. ↑  Bracewell, R. N. (1960). “Communications from Superior Galactic Communities”. 《Nature》 186 (4726): 670–671. Bibcode:1960Natur.186..670B. doi:10.1038/186670a0. S2CID 4222557.
28. ↑  Papagiannis, M. D. (1978). “Are We all Alone, or could They be in the Asteroid Belt?”. 《Quarterly Journal of the Royal Astronomical Society》 19: 277–281. Bibcode:1978QJRAS..19..277P.
29. ↑  Robert A. Freitas Jr. (November 1983). “Extraterrestrial Intelligence in the Solar System: Resolving the Fermi Paradox”. 《Journal of the British Interplanetary Society》 36. 496–500면. Bibcode:1983JBIS...36..496F. 2004년 12월 8일에 원본 문서에서 보존된 문서. 2004년 11월 12일에 확인함.
30. ↑  Freitas, Robert A Jr; Valdes, F (1985). “The search for extraterrestrial artifacts (SETA)”. 《Acta Astronautica》 12 (12): 1027–1034. Bibcode:1985AcAau..12.1027F. CiteSeerX 10.1.1.118.4668. doi:10.1016/0094-5765(85)90031-1.
31. ↑  Dyson, Freeman J. (1960). “Search for Artificial Stellar Sources of Infra-Red Radiation”. 《Science》 131 (3414): 1667–1668. Bibcode:1960Sci...131.1667D. doi:10.1126/science.131.3414.1667. PMID 17780673. S2CID 3195432. 2019년 7월 14일에 원본 문서에서 보존된 문서. 2010년 8월 19일에 확인함.
32. ↑  Wright, J. T.; Mullan, B.; Sigurðsson, S.; Povich, M. S. (2014). “The Ĝ Infrared Search for Extraterrestrial Civilizations with Large Energy Supplies. I. Background and Justification”. 《The Astrophysical Journal》 792 (1): 26. arXiv:1408.1133. Bibcode:2014ApJ...792...26W. doi:10.1088/0004-637X/792/1/26. S2CID 119221206.
33. ↑  Wright, J. T.; Griffith, R.; Sigurðsson, S.; Povich, M. S.; Mullan, B. (2014). “The Ĝ Infrared Search for Extraterrestrial Civilizations with Large Energy Supplies. II. Framework, Strategy, and First Result”. 《The Astrophysical Journal》 792 (1): 27. arXiv:1408.1134. Bibcode:2014ApJ...792...27W. doi:10.1088/0004-637X/792/1/27. S2CID 16322536.
34. ↑  “Fermilab Dyson Sphere search program”. Fermi National Accelerator Laboratory. 2006년 3월 6일에 원본 문서에서 보존된 문서. 2008년 2월 10일에 확인함.
35. ↑  Wright, J. T.; Mullan, B; Sigurdsson, S; Povich, M. S (2014). “The Ĝ Infrared Search for Extraterrestrial Civilizations with Large Energy Supplies. III. The Reddest Extended Sources in WISE”. 《The Astrophysical Journal Supplement Series》 217 (2): 25. arXiv:1504.03418. Bibcode:2015ApJS..217...25G. doi:10.1088/0067-0049/217/2/25. S2CID 118463557.
36. ↑  “Alien Supercivilizations Absent from 100,000 Nearby Galaxies”. 《Scientific American》. 2015년 4월 17일. 2015년 6월 22일에 원본 문서에서 보존된 문서. 2015년 6월 29일에 확인함.
37. ↑  Wright, Jason T.; Cartier, Kimberly M. S.; Zhao, Ming; Jontof-Hutter, Daniel; Ford, Eric B. (2015). “The Ĝ Search for Extraterrestrial Civilizations with Large Energy Supplies. IV. The Signatures and Information Content of Transiting Megastructures”. 《The Astrophysical Journal》 816 (1): 17. arXiv:1510.04606. Bibcode:2016ApJ...816...17W. doi:10.3847/0004-637X/816/1/17. S2CID 119282226.
38. ↑  Andersen, Ross (2015년 10월 13일). “The Most Mysterious Star in Our Galaxy”. 《The Atlantic》. 2017년 7월 20일에 원본 문서에서 보존된 문서. 2015년 10월 13일에 확인함.
39. ↑  Boyajian, Tabetha S.;  외. (2018). “The First Post-Kepler Brightness Dips of KIC 8462852”. 《The Astrophysical Journal》 853 (1). L8. arXiv:1801.00732. Bibcode:2018ApJ...853L...8B. doi:10.3847/2041-8213/aaa405. S2CID 215751718.
40. ↑  Overbye, Dennis (2018년 1월 10일). “Magnetic Secrets of Mysterious Radio Bursts in a Faraway Galaxy”. 《The New York Times》. 2018년 1월 11일에 원본 문서에서 보존된 문서. 2019년 4월 2일에 확인함.
41. ↑  Ward, Peter D.; Brownlee, Donald (2000). 《Rare Earth: Why Complex Life is Uncommon in the Universe》 1판. Springer. 368쪽. ISBN 978-0-387-98701-9.
42. ↑  Stern, Robert J.; Gerya, Taras V. (2024년 4월 12일). “The importance of continents, oceans and plate tectonics for the evolution of complex life: implications for finding extraterrestrial civilizations”. 《Scientific Reports》 (영어) 14. Bibcode:2024NatSR..14.8552S. doi:10.1038/s41598-024-54700-x. ISSN 2045-2322. PMC 11015018 |pmc= 값 확인 필요 (도움말). PMID 38609425.
43. ↑  Steven V. W. Beckwith (2008). “Detecting Life-bearing Extrasolar Planets with Space Telescopes”. 《The Astrophysical Journal》 684 (2): 1404–1415. arXiv:0710.1444. Bibcode:2008ApJ...684.1404B. doi:10.1086/590466. S2CID 15148438.
44. ↑  Sparks, W.B.; Hough, J.; Germer, T.A.; Chen, F.; DasSarma, S.; DasSarma, P.; Robb, F.T.; Manset, N.; Kolokolova, L.; Reid, N.;  외. (2009). “Detection of circular polarization in light scattered from photosynthetic microbes” (PDF). 《Proceedings of the National Academy of Sciences》 106 (14–16): 1771–1779. doi:10.1016/j.jqsrt.2009.02.028. hdl:2299/5925. 2015년 9월 24일에 원본 문서 (PDF)에서 보존된 문서.
45. ↑  Tarter, Jill (2006). “What is SETI?”. 《Annals of the New York Academy of Sciences》 950 (1): 269–275. Bibcode:2001NYASA.950..269T. doi:10.1111/j.1749-6632.2001.tb02144.x. PMID 11797755. S2CID 27203660.
46. ↑  "Galaxy Simulations Offer a New Solution to the Fermi Paradox", Quanta Magazine "Abstraction Blog," Rebecca Boyle, March 7, 2019. "The sun has been around the center of the Milky Way 50 times," said Jonathan Carroll-Nellenback, astronomer at the University of Rochester.
47. ↑  “The Aliens Are Silent Because They Are Extinct”. 《Australian National University》. 2016년 1월 21일. 2016년 5월 23일에 원본 문서에서 보존된 문서. 2016년 1월 22일에 확인함.
48. ↑  “The Aliens Are Silent Because They Are Extinct”. 《Australian National University》. 2016년 1월 21일. 2016년 5월 23일에 원본 문서에서 보존된 문서. 2016년 1월 22일에 확인함.
49. ↑  Nick Bostrom; Milan M. Ćirković. 〈12.5: The Fermi Paradox and Mass Extinctions〉. 《Global catastrophic risks》.
50. ↑  Mazrouei, Sara; Ghent, Rebecca R.; Bottke, William F.; Parker, Alex H.; Gernon, Thomas M. (2019년 1월 18일). “Earth and Moon impact flux increased at the end of the Paleozoic”. 《Science》 363 (6424): 253–257. Bibcode:2019Sci...363..253M. doi:10.1126/science.aar4058. ISSN 0036-8075. PMID 30655437.
51. ↑  Mazrouei, Sara; Ghent, Rebecca R.; Bottke, William F.; Parker, Alex H.; Gernon, Thomas M. (2019년 1월 18일). “Earth and Moon impact flux increased at the end of the Paleozoic”. 《Science》 363 (6424): 253–257. Bibcode:2019Sci...363..253M. doi:10.1126/science.aar4058. ISSN 0036-8075. PMID 30655437.
52. ↑  Johnson, George (2014년 8월 18일). “The Intelligent-Life Lottery”. 《The New York Times》. 2017년 3월 24일에 원본 문서에서 보존된 문서. 2017년 3월 1일에 확인함.
53. ↑  Balbi, Amedeo; Frank, Adam (2023년 12월 28일). “The oxygen bottleneck for technospheres”. 《Nature Astronomy》 (영어) 8 (1): 39–43. doi:10.1038/s41550-023-02112-8. ISSN 2397-3366.
54. ↑  von Hoerner, Sebastian (1961년 12월 8일). “The Search for Signals from Other Civilizations”. 《Science》 134 (3493): 1839–1843. Bibcode:1961Sci...134.1839V. doi:10.1126/science.134.3493.1839. ISSN 0036-8075. PMID 17831111.
55. ↑  Hite, Kristen A.; Seitz, John L. (2020). 《Global Issues : an introduction》. Wiley-Blackwell. ISBN 978-1-119-53850-9. OCLC 1127917585.
56. ↑  Webb, Stephen (2015). 《If the Universe Is Teeming with Aliens... Where Is Everybody? Seventy five Solutions to the Fermi Paradox and the Problem of Extraterrestrial Life》 2판. Copernicus Books. ISBN 978-3-319-13235-8. 2015년 9월 3일에 원본 문서에서 보존된 문서. 2015년 7월 21일에 확인함. Chapters 36–39.
57. ↑  Sotos, John G. (2019년 1월 15일). “Biotechnology and the lifetime of technical civilizations”. 《International Journal of Astrobiology》 18 (5): 445–454. arXiv:1709.01149. Bibcode:2019IJAsB..18..445S. doi:10.1017/s1473550418000447. ISSN 1473-5504. S2CID 119090767.
58. ↑  Bohannon, John (2010년 11월 29일). “Mirror-image cells could transform science – or kill us all”. 《Wired》. 2019년 5월 13일에 원본 문서에서 보존된 문서. 2019년 3월 16일에 확인함.
59. ↑  Frank, Adam (2015년 1월 17일). “Is a Climate Disaster Inevitable?”. 《The New York Times》. 2017년 3월 24일에 원본 문서에서 보존된 문서. 2017년 3월 1일에 확인함.
60. ↑  Bostrom, Nick. “Existential Risks Analyzing Human Extinction Scenarios and Related Hazards”. 2011년 4월 27일에 원본 문서에서 보존된 문서. 2009년 10월 4일에 확인함.
61. ↑  Sagan, Carl. “Cosmic Search Vol. 1 No. 2”. 《Cosmic Search Magazine》. 2006년 8월 18일에 원본 문서에서 보존된 문서. 2015년 7월 21일에 확인함.
62. ↑  Hawking, Stephen. “Life in the Universe”. 《Public Lectures》. University of Cambridge. 2006년 4월 21일에 원본 문서에서 보존된 문서. 2006년 5월 11일에 확인함.
63. ↑  Yudkowsky, Eliezer (2008). 〈Artificial Intelligence as a Positive and Negative Factor in Global Risk〉.   Bostrom, Nick; Ćirković, Milan M. 《Global catastrophic risks》. New York: Oxford University Press. 308–345쪽. ISBN 978-0-19-960650-4. OCLC 993268361.
64. ↑  "The Great Silence: the Controversy . . . " (15-page paper), Quarterly J. Royal Astron. Soc., David Brin, 1983, page 301 second-to-last paragraph 보관됨 5월 3, 2020 - 웨이백 머신. Brin cites, The Prehistory of Polynesia, edited by J. Jennings, Harvard University Press, 1979. See also Interstellar Migration and the Human Experience, edited by Ben Finney and Eric M. Jones, Ch. 13 "Life (With All Its Problems) in Space" by Alfred W. Crosby, University of California Press, 1985.
65. ↑  Williams, Matt (2018년 6월 11일). “Does Climate Change Explain Why We Don't See Any Aliens Out There?”. 《Universe Today》 (미국 영어). 2024년 6월 28일에 확인함.
66. ↑  Williams, Matt (2018년 6월 11일). “Does Climate Change Explain Why We Don't See Any Aliens Out There?”. 《Universe Today》 (미국 영어). 2024년 6월 28일에 확인함.
67. ↑  Frank, A.; Carroll-Nellenback, Jonathan; Alberti, M.; Kleidon, A. (2018년 5월 1일). “The Anthropocene Generalized: Evolution of Exo-Civilizations and Their Planetary Feedback”. 《Astrobiology》 (영어) 18 (5): 503–518. Bibcode:2018AsBio..18..503F. doi:10.1089/ast.2017.1671. ISSN 1531-1074. PMID 29791236.
68. ↑  "The Great Silence: the Controversy . . . " (15-page paper), Quarterly J. Royal Astron. Soc., David Brin, 1983, page 296 bottom third 보관됨 2월 4, 2020 - 웨이백 머신.
69. ↑  “Self-Reproducing Machines from Another Planet : THE FORGE OF GOD by Greg Bear (Tor Books : $17.95; 448 pp.)”. 《Los Angeles Times》. 1987년 9월 20일. 2022년 8월 16일에 원본 문서에서 보존된 문서.
70. ↑  Soter, Steven (2005). “SETI and the Cosmic Quarantine Hypothesis”. 《Astrobiology Magazine》. Space.com. 2007년 9월 29일에 원본 문서에서 보존된 문서. 2006년 5월 3일에 확인함.
71. ↑  Archer, Michael (1989). “Slime Monsters Will Be Human Too”. 《Aust. Nat. Hist》 22: 546–547.
72. ↑  Webb, Stephen (2002). 《If the Universe Is Teeming with Aliens... Where Is Everybody? Fifty solutions to the Fermi Paradox and the Problem of Extraterrestrial Life》. Copernicus Books. ISBN 978-0-387-95501-8. 2015년 9월 3일에 원본 문서에서 보존된 문서. 2015년 7월 21일에 확인함.
73. ↑  Berezin, Alexander (2018년 3월 27일). “'First in, last out' solution to the Fermi Paradox”. arXiv:1803.08425v2 [physics.pop-ph].
74. ↑  Dockrill, Peter (2019년 6월 2일). “A Physicist Has Proposed a Pretty Depressing Explanation For Why We Never See Aliens”. 《ScienceAlert》. 2019년 6월 2일에 원본 문서에서 보존된 문서. 2019년 6월 2일에 확인함.
75. ↑  Marko Horvat (2007). “Calculating the probability of detecting radio signals from alien civilizations”. 《International Journal of Astrobiology》 5 (2): 143–149. arXiv:0707.0011. Bibcode:2006IJAsB...5..143H. doi:10.1017/S1473550406003004. S2CID 54608993. "There is a specific time interval during which an alien civilization uses radio communications. Before this interval, radio is beyond the civilization's technical reach, and after this interval radio will be considered obsolete."
76. ↑  Stephenson, D. G. (1984). “Solar Power Satellites as Interstellar Beacons”. 《Quarterly Journal of the Royal Astronomical Society》 25 (1): 80. Bibcode:1984QJRAS..25...80S.
77. ↑  The Future of SETI 보관됨 5월 24, 2019 - 웨이백 머신, Sky & Telescope, Seth Shostak, July 19, 2006. This article also discusses strategy for optical SETI.
78. ↑  Scharf, Caleb (2022년 8월 10일). “We Might Already Speak the Same Language As ET”. 《Nautilus Quarterly》 (미국 영어). 2022년 8월 11일에 확인함.
79. ↑  “Cosmic Search Vol. 1 No. 3”. Bigear.org. 2004년 9월 21일. 2010년 10월 27일에 원본 문서에서 보존된 문서. 2010년 7월 3일에 확인함.
80. ↑  Learned, J; Pakvasa, S; Zee, A (2009). “Galactic neutrino communication”. 《Physics Letters B》 671 (1): 15–19. arXiv:0805.2429. Bibcode:2009PhLB..671...15L. doi:10.1016/j.physletb.2008.11.057. S2CID 118453255.
81. ↑  Schombert, James. "Fermi's paradox (i.e. Where are they?)" 보관됨 11월 7, 2011 - 웨이백 머신 Cosmology Lectures, University of Oregon.
82. ↑  Hamming, RW (1998). “Mathematics on a distant planet”. 《The American Mathematical Monthly》 105 (7): 640–650. doi:10.2307/2589247. JSTOR 2589247.
83. ↑  Confessions of an Alien Hunter: A Scientist's Search for Extraterrestrial Intelligence, Seth Shostak (Senior Astronomer, SETI Institute), Ch. 7 "Beyond Gray and Hairless," p. 264, published by National Geographic, 2009.
84. ↑  Carl Sagan (1997). 《Contact》. Chapter 3, p. 49.
85. ↑   The Eerie Silence: Renewing Our Search for Alien Intelligence, Paul Davies (Beyond Center for Fundamental Concepts in Science, Arizona State University), Boston, New York: Houghton Mifflin Harcourt, 2010, pp. 144–145.
86. ↑  Beyond “Fermi’s Paradox” II: Questioning the Hart-Tipler Conjecture 보관됨 3월 22, 2019 - 웨이백 머신 (middle of page), Universe Today, April 8, 2015.
87. ↑  If the Universe Is Teeming..., Stephen Webb, p. 28.
88. ↑  Carrol-Nellenback, Jonathan; Frank, Adam; Wright, Jason; Scharf, Caleb (2019). “The Fermi Paradox and the Aurora Effect: Exo-civilization Settlement, Expansion, and Steady States”. 《The Astronomical Journal》 (2019년 8월 20일) 158 (3): 117. arXiv:1902.04450. Bibcode:2019AJ....158..117C. doi:10.3847/1538-3881/ab31a3. S2CID 119185080.
89. ↑  Wood, Charlie (2019년 2월 22일). “Where are all the aliens? Struggling and hustling, just like us”. 《Popular Science》. 2019년 2월 22일에 원본 문서에서 보존된 문서.
90. ↑  Loeb, Avi (2022년 1월 5일). “Virtual realities may solve Fermi's paradox about extraterrestrials”. 《The Hill》 (미국 영어). 2024년 6월 30일에 확인함.
91. ↑  Bostrom, Nick (2008년 4월 22일). “Where Are They?”. 《MIT Technology Review》. 2020년 10월 5일에 확인함.
92. ↑  Webb, Stephen (2015). 《If the Universe Is Teeming with Aliens... Where Is Everybody? Seventy five Solutions to the Fermi Paradox and the Problem of Extraterrestrial Life》 2판. Copernicus Books. ISBN 978-3-319-13235-8. 2015년 9월 3일에 원본 문서에서 보존된 문서. 2015년 7월 21일에 확인함. Chapter 15: "They Stay at Home and Surf the Web"
93. ↑  Landis, Geoffrey (1998). “The Fermi Paradox: An Approach Based on Percolation Theory”. 《Journal of the British Interplanetary Society》 51 (5): 163–166. Bibcode:1998JBIS...51..163L. 2006년 9월 27일에 원본 문서에서 보존된 문서. 2004년 6월 6일에 확인함.
94. ↑  Galera, E.; Galanti, G. R.; Kinouchi, O. (2018). “Invasion Percolation Solves Fermi Paradox but Challenges SETI Projects”. 《International Journal of Astrobiology》 * (4): 316–322. doi:10.1017/S1473550418000101. S2CID 126238563.
95. ↑  Scheffer, L.K. (1994). “Machine Intelligence, the Cost of Interstellar Travel and Fermi's Paradox”. 《Quarterly Journal of the Royal Astronomical Society》 35: 157. Bibcode:1994QJRAS..35..157S.
96. ↑  Fix, Blair (2024년 5월 18일). “A Tour of the Jevons Paradox: How Energy Efficiency Backfires”. 《Economics from the Top Down》 (미국 영어). 2024년 6월 29일에 확인함.
97. ↑  Turnbull, Margaret C.; Tarter, Jill C. (2003). “Target Selection for SETI. I. A Catalog of Nearby Habitable Stellar Systems” (PDF). 《The Astrophysical Journal Supplement Series》 145 (1): 181–198. arXiv:astro-ph/0210675. Bibcode:2003ApJS..145..181T. doi:10.1086/345779. S2CID 14734094. 2010년 6월 14일에 원본 문서 (PDF)에서 보존된 문서. 2010년 8월 19일에 확인함.
98. ↑  The Staff at the National Astronomy and Ionosphere Center (December 1975). “The Arecibo message of November, 1974”. 《Icarus》 26 (4): 462–466. Bibcode:1975Icar...26..462.. doi:10.1016/0019-1035(75)90116-5. "A radio telescope in M13 operating at the transmission frequency, and pointed toward the Sun at the time the message arrives at the receiving site will observe a flux density from the message which will exceed the flux density of the Sun itself by a factor of roughly 107. Indeed, at that unique time, the Sun will appear to the receptors to be by far the brightest star of the Milky Way."
99. ↑  Seth D. Baum; Jacob D. Haqq-Misra; Shawn D. Domagal-Goldman (2011). “Would contact with extraterrestrials benefit or harm humanity? A scenario analysis” (PDF). 《Acta Astronautica》 68 (11): 2114–2129. arXiv:1104.4462. Bibcode:2011AcAau..68.2114B. CiteSeerX 10.1.1.592.1341. doi:10.1016/j.actaastro.2010.10.012. S2CID 16889489. 2018년 7월 21일에 원본 문서 (PDF)에서 보존된 문서. 2018년 8월 1일에 확인함. "If ETI search for us just as we search for them, i.e. by scanning the sky at radio and optical wavelengths [...] the radiation that has been unintentionally leaking and intentionally transmitted from Earth may have already alerted any nearby ETI to our presence and may eventually alert more distant ETI. Once ETI become alerted to our presence, it will take at least as many years for us to realize that they know."
100. ↑  Vakoch, Douglas (2001년 11월 15일). “Decoding E.T.: Ancient Tongues Point Way To Learning Alien Languages”. SETI Institute. 2009년 5월 23일에 원본 문서에서 보존된 문서. 2010년 8월 19일에 확인함.
101. ↑  Adam Stevens; Duncan Forgan; Jack O'Malley James (2015). “Observational Signatures of Self–Destructive Civilisations”. 《International Journal of Astrobiology》 15 (4): 333–344. arXiv:1507.08530. doi:10.1017/S1473550415000397. S2CID 118428874.
102. ↑  Newman, W.T.; Sagan, C. (1981). “Galactic civilizations: Population. dynamics and interstellar diffusion”. 《Icarus》 46 (3): 293–327. Bibcode:1981Icar...46..293N. doi:10.1016/0019-1035(81)90135-4. hdl:2060/19790011801.
103. ↑  Wall, Mike (2017년 10월 26일). “Where Are All the Intelligent Aliens? Maybe They're Trapped in Buried Oceans”. 《Space.com》.
104. ↑  An Answer to Fermi’s Paradox In the Prevalence of Ocean Worlds “보관된 사본”. 2019년 12월 21일에 원본 문서에서 보존된 문서. 2024년 11월 1일에 확인함., S. Alan Stern, American Astronomical Society, Division for Planetary Sciences Meeting Abstracts #49, October 2017. "... We suggest another—namely that the great majority of worlds with biology and civilizations are interior water ocean worlds (WOWs)..."
105. ↑  Wandel, Amri (2022년 12월 1일). “The Fermi Paradox Revisited: Technosignatures and the Contact Era”. 《The Astrophysical Journal》 941 (2): 184. arXiv:2211.16505. Bibcode:2022ApJ...941..184W. doi:10.3847/1538-4357/ac9e00. ISSN 0004-637X. S2CID 254096277.
106. ↑  Webb, Stephen (2015). 《If the Universe Is Teeming with Aliens ... WHERE IS EVERYBODY?: Fifty Solutions to the Fermi Paradox and the Problem of Extraterrestrial Life》. Springer. ISBN 978-0-387-95501-8. 2015년 6월 21일에 확인함.
107. ↑  Alexander Zaitsev (2006). “The SETI paradox”. arXiv:physics/0611283.
108. ↑  The Associated Press (2015년 2월 13일). “Should We Call the Cosmos Seeking ET? Or Is That Risky?”. 《The New York Times》. 2015년 9월 6일에 원본 문서에서 보존된 문서. 2017년 3월 1일에 확인함.
109. ↑  “Protocols for an ETI Signal Detection: Concerning Activities Following the Detection of Extraterrestrial Intelligence”. SETI Institute. 2015년 7월 18일에 원본 문서에서 보존된 문서. 2015년 7월 12일에 확인함.
110. ↑  Michaud, M. (2003). “Ten decisions that could shake the world”. 《Space Policy》 19 (2): 131–950. Bibcode:2003SpPol..19..131M. doi:10.1016/S0265-9646(03)00019-5.
111. ↑  Gutting, Gary (2011년 10월 5일). “Will the Aliens Be Nice? Don't Bet On It”. 《The New York Times》. 2019년 10월 1일에 원본 문서에서 보존된 문서. 2020년 5월 29일에 확인함.
112. ↑  Carrigan, Richard A. (2006). “Do potential SETI signals need to be decontaminated?”. 《Acta Astronautica》 58 (2): 112–117. Bibcode:2006AcAau..58..112C. doi:10.1016/j.actaastro.2005.05.004.
113. ↑  Marsden, P. (1998). “Memetics and social contagion: Two sides of the same coin”. 《Journal of Memetics-Evolutionary Models of Information Transmission》 2 (2): 171–185. 2011년 10월 12일에 원본 문서에서 보존된 문서. 2011년 10월 20일에 확인함.
114. ↑  A. Vakoch, Douglas (2017년 4월 3일). “Hawking's fear of an alien invasion may explain the Fermi Paradox”. 《Theology and Science》 15 (2): 134–138. doi:10.1080/14746700.2017.1299380. S2CID 219627161. 2022년 10월 18일에 확인함.
115. ↑  Cramer, John (1987). “Self-Reproducing Machines From Another Planet : THE FORGE OF GOD by Greg Bear”. 《Los Angeles Times》.
116. ↑  “the_dark_forest”. 《warwick.ac.uk》. 2024년 3월 25일에 확인함.
117. ↑  Kun Kun (2012년 6월 4일). “But Some of Us Are Looking at the Stars”. 《ChinaFile》 (영어). Translated by Lucy Johnston. 2022년 10월 18일에 확인함.
118. ↑  Liu, Cixin (2015). 《The dark forest》 Fir판. New York. 484쪽. ISBN 9780765377081.
119. ↑  Hsu, Jeremy (2015년 10월 31일). “China's 'Dark Forest' Answer to 'Star Wars' Optimism”. 《Discover Magazine》.
120. ↑  Evans, Jon (2019년 1월 20일). “Technology's dark forest”. 《TechCrunch》.
121. ↑  Williams, Matt (2021년 1월 7일). “Beyond "Fermi's Paradox" XVI: What is the "Dark Forest" Hypothesis?”. 《Universe Today》. 2022년 10월 18일에 확인함.
122. ↑  Paradis, Justine (2022년 2월 18일). “Outside/In[box]: What is the Dark Forest Theory?”. 《New Hampshire Public Radio》 (영어). 2022년 10월 18일에 확인함.
123. ↑  Kevra, Derek (2022년 10월 11일). “Dark Forest theory: should we try to contact aliens?”. 《FOX 2 Detroit》. 2022년 10월 18일에 확인함.
124. ↑  Ball, J (1973). “The zoo hypothesis”. 《Icarus》 19 (3): 347–349. Bibcode:1973Icar...19..347B. doi:10.1016/0019-1035(73)90111-5.
125. ↑  Forgan, Duncan H. (2011년 6월 8일). “Spatio-temporal constraints on the zoo hypothesis, and the breakdown of total hegemony”. 《International Journal of Astrobiology》 10 (4): 341–347. arXiv:1105.2497. Bibcode:2011IJAsB..10..341F. doi:10.1017/s147355041100019x. ISSN 1473-5504. S2CID 118431252.
126. ↑  Forgan, Duncan H. (2016년 11월 28일). “The Galactic Club or Galactic Cliques? Exploring the limits of interstellar hegemony and the Zoo Hypothesis”. 《International Journal of Astrobiology》 16 (4): 349–354. arXiv:1608.08770. doi:10.1017/s1473550416000392. hdl:10023/10869. ISSN 1473-5504. S2CID 59041278.
127. ↑  Hair, Thomas W. (2011년 2월 25일). “Temporal dispersion of the emergence of intelligence: an inter-arrival time analysis”. 《International Journal of Astrobiology》 10 (2): 131–135. Bibcode:2011IJAsB..10..131H. doi:10.1017/S1473550411000024. S2CID 53681377.
128. ↑  "The Great Silence: the Controversy Concerning Extraterrestrial Intelligent Life" (15-page paper), Quarterly J. Royal Astron. Soc., David Brin, 1983, p. 300 " ... abandonment of planet-dwelling ... " 보관됨 4월 6, 2019 - 웨이백 머신.
129. ↑  Tough, Allen (1986). “What Role Will Extraterrestrials Play in Humanity's Future?” (PDF). 《Journal of the British Interplanetary Society》 39 (11): 492–498. Bibcode:1986JBIS...39..491T. 2015년 6월 30일에 원본 문서 (PDF)에서 보존된 문서. 2015년 6월 27일에 확인함.
130. ↑  Crawford, Ian; Schulze-Makuch, Dirk (2024). “Is the apparent absence of extraterrestrial technological civilisations down to the zoo hypothesis or nothing?”. 《Nature Astronomy》 8: 44–49. Bibcode:2024NatAs...8...44C. doi:10.1038/s41550-023-02134-2.
131. ↑  Baxter, Stephen (2001). “The Planetarium Hypothesis: A Resolution of the Fermi Paradox”. 《Journal of the British Interplanetary Society》 54 (5/6): 210–216. Bibcode:2001JBIS...54..210B.
132. ↑  Ray Villard (2012년 8월 10일). “Why Do People Believe in UFOs?”. Discovery News. 2016년 3월 28일에 원본 문서에서 보존된 문서. 2016년 3월 18일에 확인함.
133. ↑  Paul Speigel (2012년 10월 18일). “More Believe in Space Aliens Than in God According To U.K. Survey”. 《Huffington Post》. 2017년 4월 9일에 원본 문서에서 보존된 문서. 2017년 4월 8일에 확인함.
134. ↑  Shermer, Michael (2011). “UFOs, UAPs and CRAPs”. 《Scientific American》 304 (4): 90. Bibcode:2011SciAm.304d..90S. doi:10.1038/scientificamerican0411-90. PMID 21495489.
135. ↑  A. Tough (1990). “A critical examination of factors that might encourage secrecy”. 《Acta Astronautica》 21 (2): 97–102. Bibcode:1990AcAau..21...97T. doi:10.1016/0094-5765(90)90134-7.
136. ↑  Ashlee Vance (2006년 7월 31일). “SETI urged to fess up over alien signals”. 《The Register》. 2007년 4월 2일에 원본 문서에서 보존된 문서. 2017년 8월 10일에 확인함.
137. ↑  Speigel, Lee (2011년 12월 6일). “UFO Hunters Keep Pressing White House For Answers Through 'We The People' Petitions”. 《The Huffington Post》. 2013년 4월 15일에 원본 문서에서 보존된 문서. 2013년 4월 16일에 확인함.
138. ↑  G. Seth Shostak (2009). 《Confessions of an Alien Hunter: A Scientist's Search for Extraterrestrial Intelligence》. National Geographic. 17쪽. ISBN 978-1-4262-0392-3.
139. ↑  "The Great Silence: the Controversy . . " (15-page paper), Quarterly J. Royal Astron. Soc., David Brin, 1983, p. 299 bottom 보관됨 4월 11, 2019 - 웨이백 머신.

## 같이 보기
- 모의 현실
- 드레이크 방정식
- 생명의 기원
- 인류 원리
- 우주생물학
- 외계근원설 (Extraterrestrial hypothesis)
- 페르미 문제
- 그레이트 필터 (Great Filter)
- 성간 여행 (Interstellar travel)
- 올베르스의 역설
- 희귀한 지구 가설
- Wow! 신호
- 초지능